# JR東日本253系電車
253系電車（253けいでんしゃ）は、1991年（平成3年）3月19日に営業運転を開始した、東日本旅客鉄道（JR東日本）の直流特急形電車。

## 概要
成田国際空港へのアクセス特急「成田エクスプレス」の専用車両として1991年（平成3年）3月19日に運用を開始。1990年（平成2年）から2002年（平成14年）にかけて、東急車輛製造および近畿車輛で、5次にわたって111両が製造された。車両のデザイン開発はGKインダストリアルデザインが担当した。「価値ある移動空間」（Valuable Mobility）をコンセプトに、空港アクセス鉄道にふさわしい高いグレードの設備を誇る。
製造当初は全編成（21本）が3両編成（Tsc-M-M'c）であったが、うち12本は1992年（平成4年）から1996年（平成8年）にかけて中間車（M1-M'-T）を組み込み6両編成となった（詳細は後述）。2002年の増備車（5次車・200番台）は当初から6両編成である。
1992年鉄道友の会ローレル賞受賞、第4回ブルネル賞で近距離列車部門最優秀賞を受賞した。

## 構造

### 車体
車体は、床板と屋根板にステンレス鋼板を使用した他は普通鋼製である。パンタグラフはPS26形をモハ253形の前位に1基搭載し、取付け部を低屋根構造とすることで折りたたみ高さを3,980mmに抑え、狭小建築限界トンネルの介在する中央本線への乗り入れも可能である。号車番号は運用上固定されないため、幕式行先表示器の横にマグサイン式の号車番号表示器が装備されている。
車体の塗装は、それぞれ「北極圏の白■」「成層圏の灰色の空■」「地平線に輝く赤い太陽■」「果て無き黒い宇宙■」をイメージしている。また、側面および前面貫通扉部分に航空機をあしらったマークと「N'EX」のロゴが配されている。これらの意匠は後継のE259系にも引き継がれた。側窓は天地寸法を縮小し、窓ガラスには濃いグレーの熱線反射ガラスを使用している。窓ガラスはサンゴバン社の製品を使用している。
先頭車（クロ253形・クモハ252形）については、品川駅 - 錦糸町駅間の地下線（東京トンネル）に乗り入れることから前面貫通構造とされ、複数編成を連結した時に編成間の貫通路が確保できるように貫通幌も接続される。ここは通常乗務員専用の通路となっており、乗客は非常時以外通り抜けることはできない。東京駅で新宿方面の列車と横浜方面の列車の連結・解放を迅速に行うために自動解結装置に加えて幌の分離・接続を自動で行う自動幌装置を装備している。また、スカートにはジャンパ栓の切欠きが片方にあり、落成当初は切欠きにカバーを装着していたが、現在は全て取り外されている。

### 主要機器
走行装置は251系を基本とした界磁添加励磁制御で、主電動機は205系以降の標準品であるMT61（120kW/375V）を使用し、弱め界磁率を30%まで使用することによって高速性能を高めている。歯車比は1:4.82である。台車はボルスタレス式のDT56B形（動力）・TR241C形（付随）で、ヨーダンパ（蛇行動防止ダンパ）、軸バネダンパの採用により、乗り心地の改善を図っている。ただし、2次車ではDT56D形（動力）・TR241E形（付随）にそれぞれ変更された。
ブレーキ装置は回生ブレーキ併用電気指令式空気ブレーキを採用し、軸単位の滑走再粘着制御を行うことで最高運転速度130km/hを実現している。その他に直通予備ブレーキ、抑速ブレーキ（40 km/h以上）、耐雪ブレーキを装備する。
運転席は高運転台構造で、横軸式マスコンと縦軸式ブレーキ操作器の配置など、205系に準じたものとなっている。EB装置は従来のリセットバーから照光式リセットボタンとして操作性を向上させた。251系に続いてMON3形モニタ装置を搭載したが、本系列の乗務員室は狭く、奥行きを必要とするCRT（ブラウン管）モニター表示器は設置できないため、ELディスプレイ（オレンジ色単色表示）によるモニター表示器を設置する。
補助電源装置には電動発電機（ブラシレスMG）に代わり、JR東日本の車両で初めて静止形インバータ（SIV・定格出力140kVA）を採用した。空調装置は冷房時32.56 kW（28,000 kcal/h）・暖房時24.42 kW（21,000 kcal/h）出力、インバータによる能力可変形の屋根上集中式AU812形を各車両の車端部（騒音防止のため車体中央部を避けた）に1基搭載する。暖房は基本的に屋根上の空調装置を使用するが、補助として普通車は床暖房を、グリーン車は座席下に暖房器を備えている。

## 番台別概説

### 0番台（1次車）
1990年（平成2年）から1991年（平成3年）にかけてクロ253形（Tsc） - モハ253形（M） - クモハ252形（M'c）の3両編成を基本とし、クロ253形は0番台を組込んだ編成が11本（Ne01 - 11編成）、100番台を組込んだ編成が10本（Ne101 - 110編成）の計21本63両が製造され、大船電車区（現：鎌倉車両センター）に配置された。
グリーン車（クロ253形）は、前部のコンパートメント（定員4人）と後部に開放式グリーン室（定員20人）の2室に区分されている。コンパートメント（個室）はVIPの利用も考慮したもので、電動リクライニングソファと大形テーブルを備えている。開放式グリーン室については、クロ151形パーラーカーに似た配列の1人掛け座席を2列に設置した0番台と、2人掛け座席と1人掛け座席を千鳥に設置した100番台の2種が用意された。0番台の座席は外側に30度向けて固定することができ、座席間隔は1,090mm（100番台は1,340mm）。
普通車の座席については、フランス製の片持ち式の2人掛けの非リクライニング座席を向かい合わせに固定したボックス式クロスシート（座席間隔2,040mm）とされた。これは、携行荷物の多い空港利用客に配慮して座席の下や背の間の部分に荷物が置ける空間を確保するため。客席内の荷物棚は旅客機と同様にふたを設けた形態（ハットラック式）になっている。
車内は間接照明で、各座席上には読書灯（スポット照明）と個別空調（スポット空調）を設けている。また、スーツケースなど大型荷物を置くことが可能な荷物置場が各車の車端部に設置されている。モハ253形（2号車）には車椅子対応座席と、車椅子に対応した大形洋式トイレを備える。3両編成では各車両に、6両編成では編成中の4両に公衆電話（電話室）を設置しており、このうちモハ253形（2号車）の成田空港方デッキにはJRインフォライン（JR東日本の英語〈後に韓国語・中国語も追加〉による電話案内）専用電話がある。
車内妻面には車内案内表示器を設置しており、日本語のほかに英語の案内にも対応している。さらにミリ波を使用したニュース等も流すことができる。開放客室は全席禁煙としたため、デッキに灰皿を設けて喫煙コーナーとした。その後、デッキ・個室も禁煙とされた。

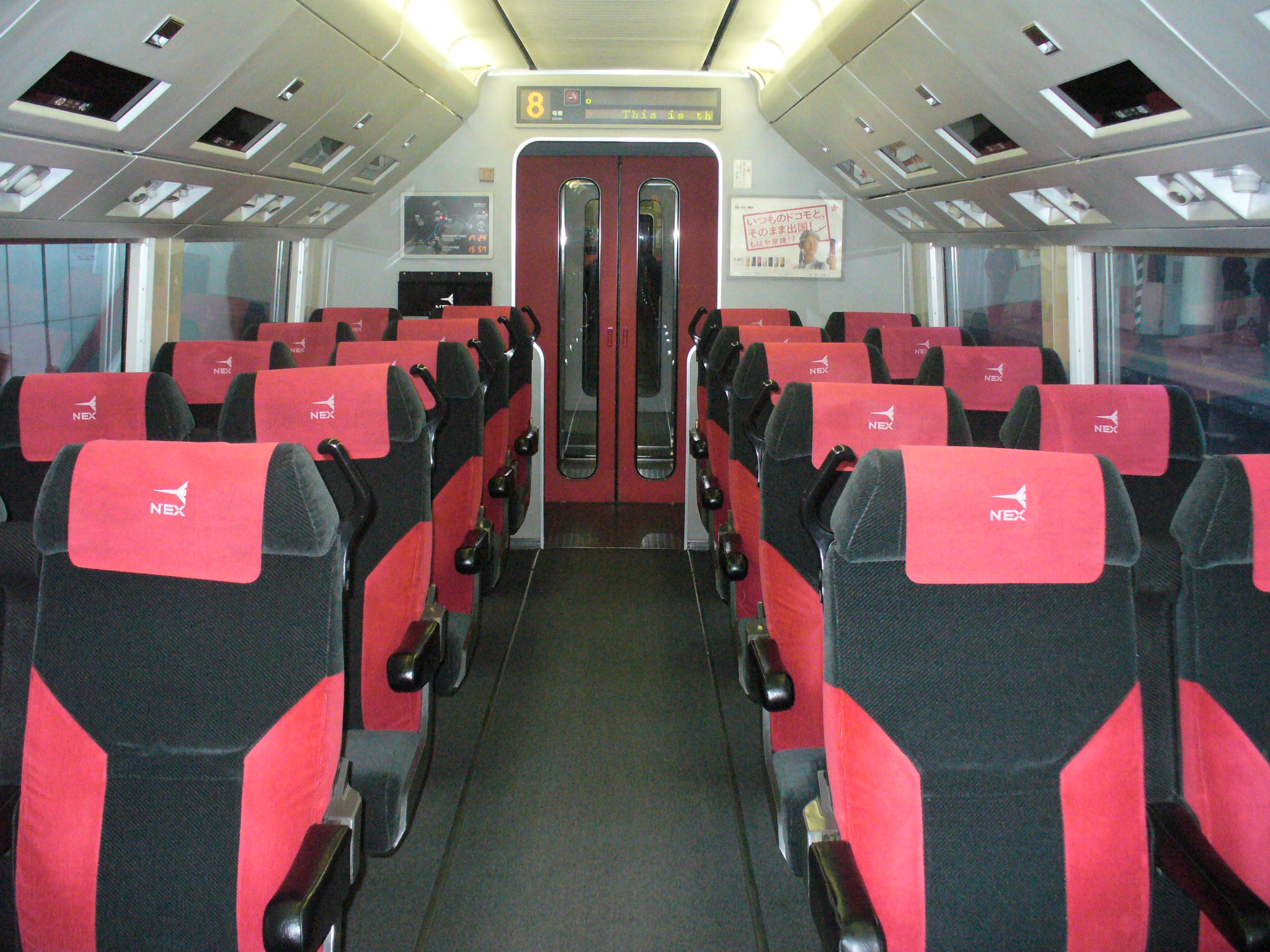
1次車の普通車（ふた付きの荷物棚が特徴）

### 0番台（2 - 4次車）
「成田エクスプレス」の基本編成を6両に増強するための増備車で、モハ253形100番台（M1） - モハ252形（M'） - サハ253形（T）の中間車3両が、1992年（平成4年）に6本、1994年（平成6年）に4本、1996年（平成8年）に2本の計12本（36両）が製造され、NE01 - 11編成およびNE101編成に組み込まれた。
客室内装は、座席については1次車の普通席と同様に新製時はボックス式クロスシートとされたが、座面の色が赤と黒のツートンから黒1色となった。カーペットの素材はカットパイルからループパイルに、色調はダークグレイに変更され、荷物棚の塗料も艶消しから半艶に変更された。また、モハ253形100番台の電話は一般の車内公衆電話となった。さらに、屋根材が1次車のステンレス鋼板から耐候性鋼板に変更され、ビードプレス仕上げがなくなってフラットな表面とされたり、新鮮外気取入口を空調装置本体から車体側面肩部に移すなど、外観にも若干の変化が見られる。
これらの増備により「成田エクスプレス」は3両編成と6両編成の組み合わせで最大12両編成で運転されるようになった。

### 200番台（5次車）
| グリーン車（200番台） |  | 普通車（200番台） |
| グリーン車（200番台） |  | 普通車（200番台） |

2002年（平成14年）のFIFAワールドカップ開催に伴う輸送力増強のために新製された車両で、6両編成2本（計12両。Ne201・202編成）が東急車輛製造で製造された。このグループは、車内設備や台車・機器の仕様変更により200番台（M1車は300番台）に区分されている。
内装関係は抜本的に見直しが行われた。全般的にはバリアフリーに配慮して座席への手掛けの設置やドアチャイムの設置、出入り台には大形荷物による傷防止プロテクターを兼ねた手すりを増設している。行先表示器は従来の幕式からLED式に変更されたほか、車両間転落防止幌が設置された。
グリーン車は、コンパートメントは存置されたものの、開放室については座席間隔は1,090mmのままとして座席を2+1人掛け（両端は1+1人掛け）に変更し、開放室の定員は28人となった。荷物棚についても乗客の使い勝手やメンテナンス性を考慮した開放型とし、それに伴って蛍光灯カバーの形状を変更（アルミ形材を使用、間接照明だがスリット状の明り取りがある）した。室内の照度が大幅に向上したことから、座席上の読書灯（スポット照明）は廃止したほか、合わせて個別空調（スポット空調）も廃止されている。側窓カーテンは横引き式からロールアップカーテンに変更した。
普通車については、従来の固定式クロスシートから2人掛けの回転リクライニングシートに変更した。このため、客室は長手方向に320 mm広くなっており、デッキの荷物置き場が縮小された。荷物棚、蛍光灯カバー形状の変更についてはグリーン車と同様。側窓カーテンは各座席ごとの設置となり、各側窓の中央にカーテンレールが取り付けられた。モハ253形300番台は将来の喫煙車化に備え、空気清浄機を4台設置した。また、同車の車椅子対応の大形洋式トイレの扉は手動式から電動式に変更した。
洗面所は、設置方向をバリアフリーに配慮してグリーン車同様の長手方向に変更し、カーテンを追加した。また、トイレ設備は臭気対策を強化している。出入台（デッキ）は照明仕様を変更したほか、折り戸による個室であった電話室は開放室構造とした。
空調関係では1次車の改善点を反映したものとし、普通車は座席下に暖房器を設置することで床暖房を廃止した。乗務員室では1次車は後に専用冷房装置を新設していたが、5次車では新製当初から搭載している。

#### 主要機器
この頃には、電車の制御システムとしてVVVFインバータ制御が既に一般化していたが、従来車と共通に運用する関係上、制御方式は界磁添加励磁制御が踏襲された。これには中央・総武緩行線で運用していた205系をVVVFインバータ制御に改造して武蔵野線に転用する際、捻出された主電動機、主制御器、励磁装置、断流器、誘導分流器を再用した。このうち、主制御器、励磁装置、断流器はMON3形モニタ装置とのインタフェース機能が追加改造されている。ATC-5形車上装置については京浜東北線209系のD-ATC改造で発生した機器を再用している。このため、床下機器はATC機器箱とATS-P機器箱が別構成とされた。
台車は保守性の向上などを目的に、軸梁式ボルスタレス方式のDT69形（動力）・TR254形（付随）に変更した。補助電源装置はSC28形（定格容量140kVA）からSC37C形（定格容量210kVA）に変更した。

### 1000番台（200番台改造車）
2010年11月、JR東日本大宮支社は東武線直通特急「日光」「きぬがわ」で運用されている485系・189系の置き換え用として、5次車200番台の内外装リニューアルおよび制御方式をVVVFインバータに変更した1000番台6両編成（MT比4M2T）2本を投入し、2011年4月16日から運行を開始する予定であると発表した。1000番台は2010年12月23日に、改造を終えた編成が東急車輛を出場しており、設計最高速度は130km/h（営業最高速度は120km/h）、編成は普通車のみで構成され定員は290名。編成番号はNe-201編成→OM-N01編成、Ne202編成→OM-N02編成に変更された。

#### 改造内容（車体・機器）
- 前面貫通路を塞ぎ非貫通形へ変更[19]。
- 日本語・英語・中国語・韓国語の表示が可能なLED愛称表示器を装着[20]。合わせて車内放送も4か国語に対応させた[20]。
- 分割・併合運用がないため電気連結器を撤去。
- 車体塗装を変更。赤色・朱色は神橋、二社一寺を、黄色はニッコウキスゲ、紅葉をイメージしたものとして、観光地「日光」を表現している[21][22]。
- 主回路を界磁添加励磁制御装置から東洋電機製造[16]製のSC96形VVVFインバータ装置（2レベルIGBT素子・1C4M2群制御[16]・ベクトル制御・純電気ブレーキ対応）へ更新[16][23][16]。
- ブレーキチョッパ装置・断流器・フィルタリアクトル・ブレーキ抵抗器・主電動機（MT74A形）・SC97形補助電源装置（IGBT素子使用・定格出力210kVA・三相交流440Vを出力）などの更新（いずれも東洋電機製造製）[16]。
- ATS-P形装置を省令改正対応形に更新[19]。
- モニタ装置をMON3形からMON19形をベースにしたMON21形にバージョンアップ[24]。
- 制輪子とパンタグラフすり板を焼結合金製へ変更[24]。
- トイレ位置を均等にするためサハ253形の連結位置を変更[19]（トイレは偶数号車設置に統一）[20]。
  - クハ253形1000番台-サハ253形1000番台-モハ253形1100番台-モハ252形1000番台-モハ253形1000番台-クモハ252形1000番台
- 東武形ATSならびに列車無線装置を搭載[19]。

#### 改造内容（車内）
- 側窓ガラスを濃いグレーから薄いグレーに取り替え[20]。
- シートピッチは東武線乗入れ運用充当用485系電車や東武100系電車と同等の1,100mmに拡大し、座席を変更[20]。
  - シートカラーは奇数号車がオレンジ、偶数号車がブルー[20]。クハ253形以外は座席間隔を大幅に拡大した関係で窓割・カーテンと座席が一致しない。
- グリーン車を普通車化。グリーン個室設置部分は運転席側座席を撤去した上で業務用室（車内販売準備室）へ変更。
- 従来の公衆電話スペースを「インフォメーションコーナー（パンフレット置き場）」へ変更し、併せて大型ごみ箱も設置[20]。
- 2号車を除く各車両の新宿側1ヶ所のみ大型荷物置き場を設置。
  - 1・6号車の旧荷物置き場は客室化され、座席増設部分は新規に側窓・小窓・戸袋窓を増設[20]。
  - 3 - 5号車の旧荷物置場はパウダーコーナーへ改造[20]。
- 2号車に車椅子対応座席・大型トイレ・自動体外式除細動器（AED）・多目的室を設置。トイレ・多目的室には対話可能な非常通報装置を設置[20]。

本番台区分は485系が配置されていた小山車両センターではなく大宮総合車両センターに配置された。

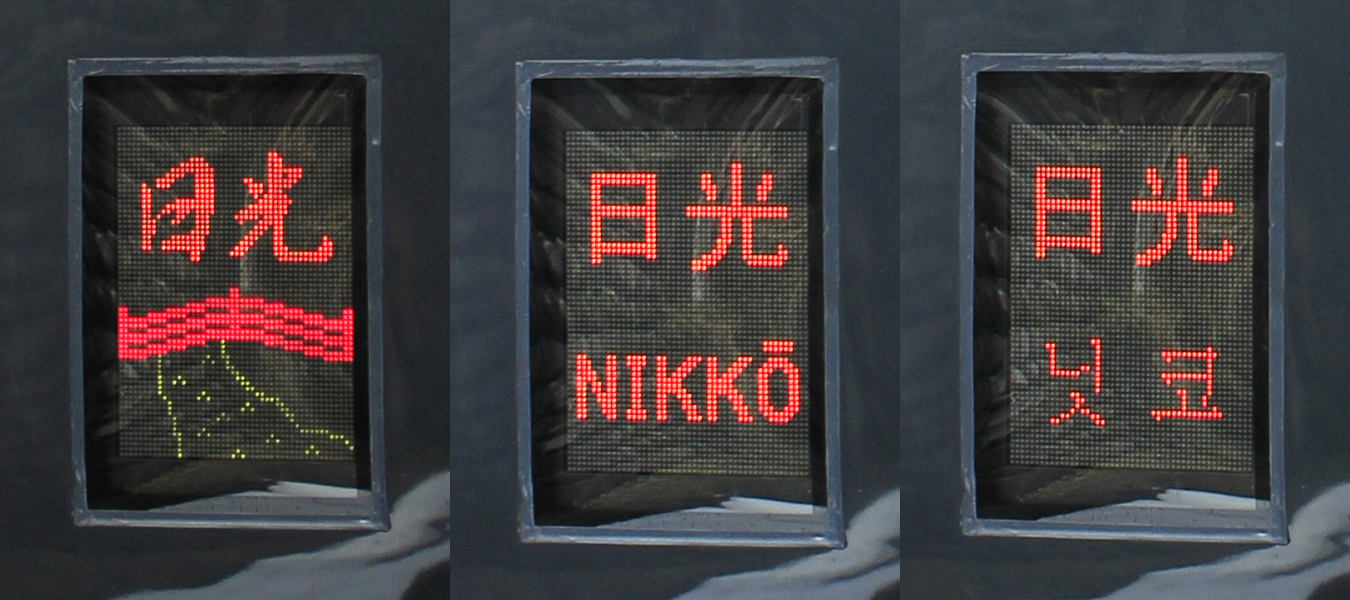
LED愛称表示機
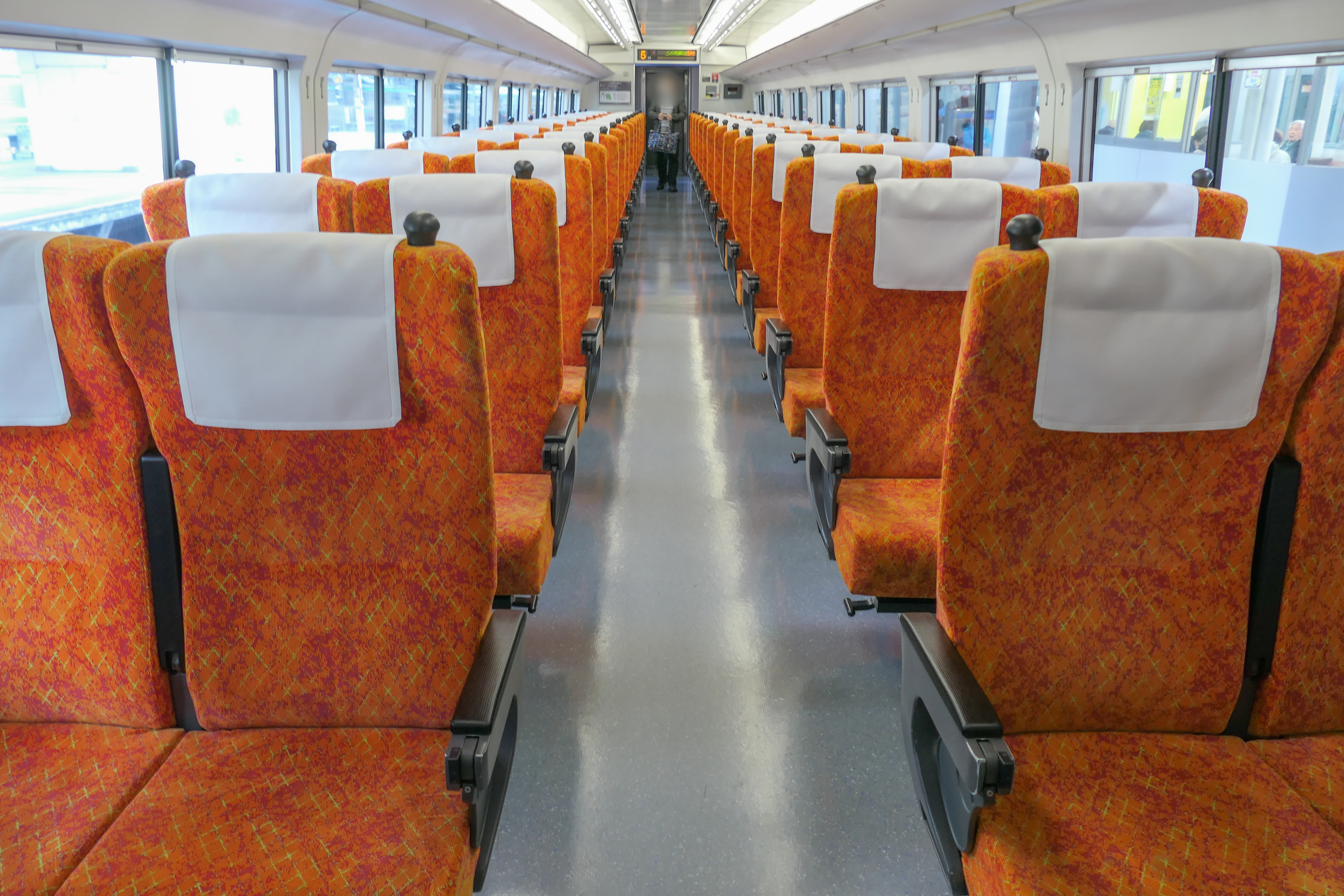
1･3･5号車車内
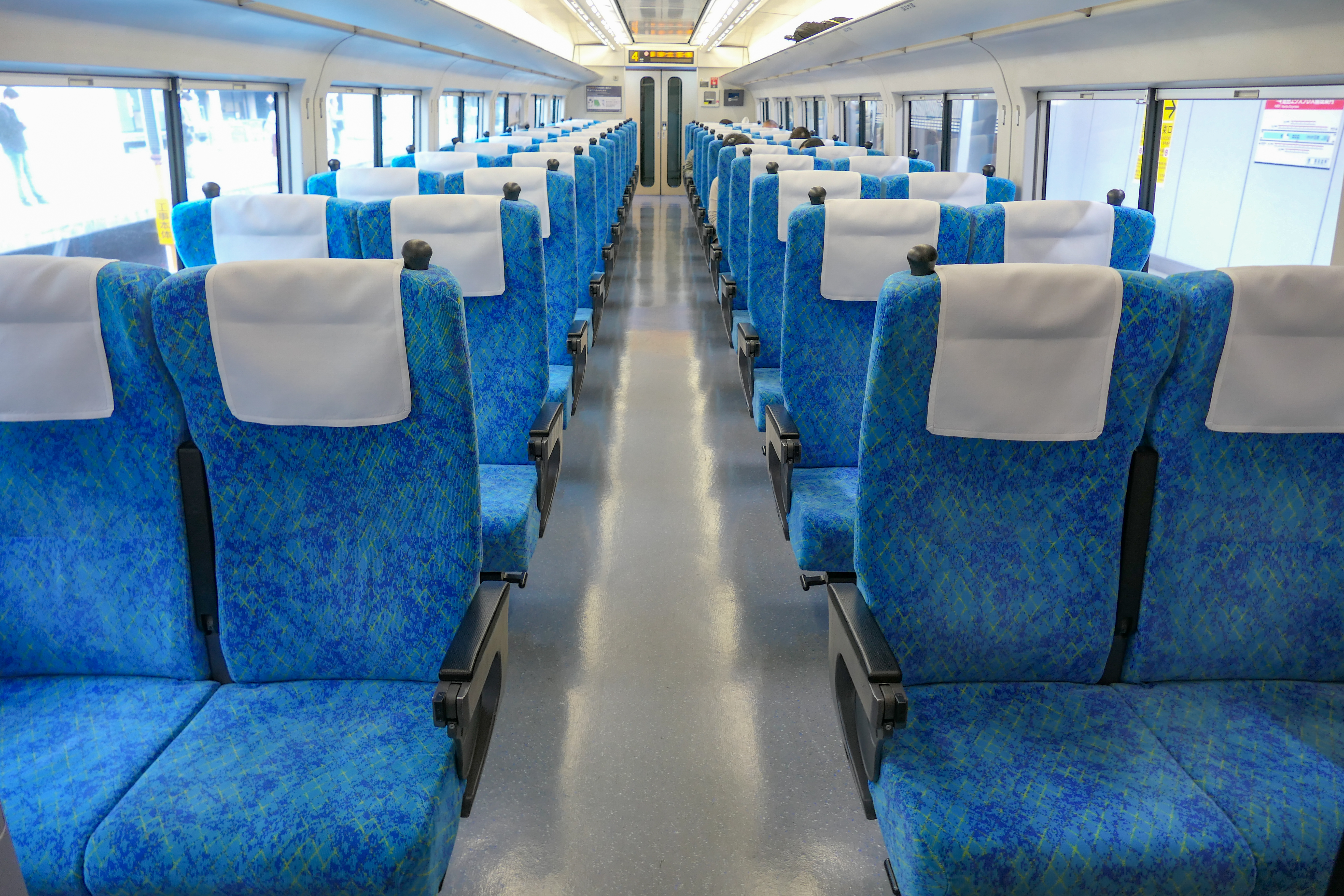
2･4･6号車車内

## 改造

### 0番台の内装更新
5次車（200番台）の登場に伴い、0番台への更新改造が開始された。
2002年から2003年にかけて、グリーン車（クロ253形）に対して改造が実施された。6両編成に組成されているクロ253-1 - 11・101（12両）については従来の座席を撤去して5次車と同一仕様の座席に交換し、定員が8人増加した。改造前は製造時同期の車両に近かったが、改造後は改造時最新の車両に近いものとなった。
3両編成に組成されているクロ253形（102 - 110）については、グリーン席の需要減と普通席の定員増加のため、開放式グリーン室を普通室に変更し、クロハ253形（1 - 9）に形式変更を実施した。座席は5次車と同一の回転リクライニングシートに変更され、普通室の定員は40人となった。荷物棚もハットラック式から開放式に変更され、奥行きを多くとる必要から、行先表示器が幕式からLED式に交換された。
普通車も2003年から2004年にかけて、ボックスシートを集団見合い式のシート配列に変更した。

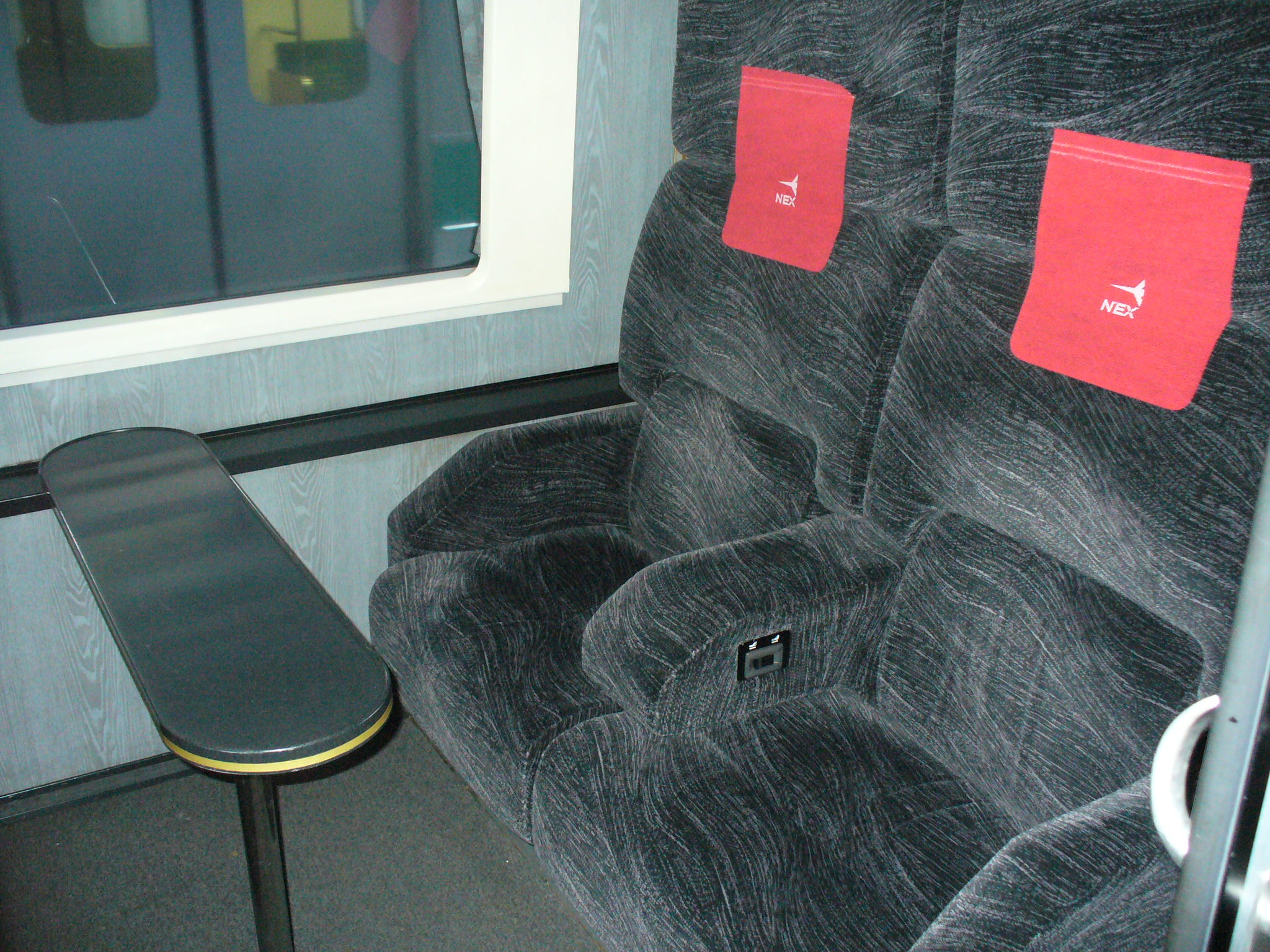
グリーン個室
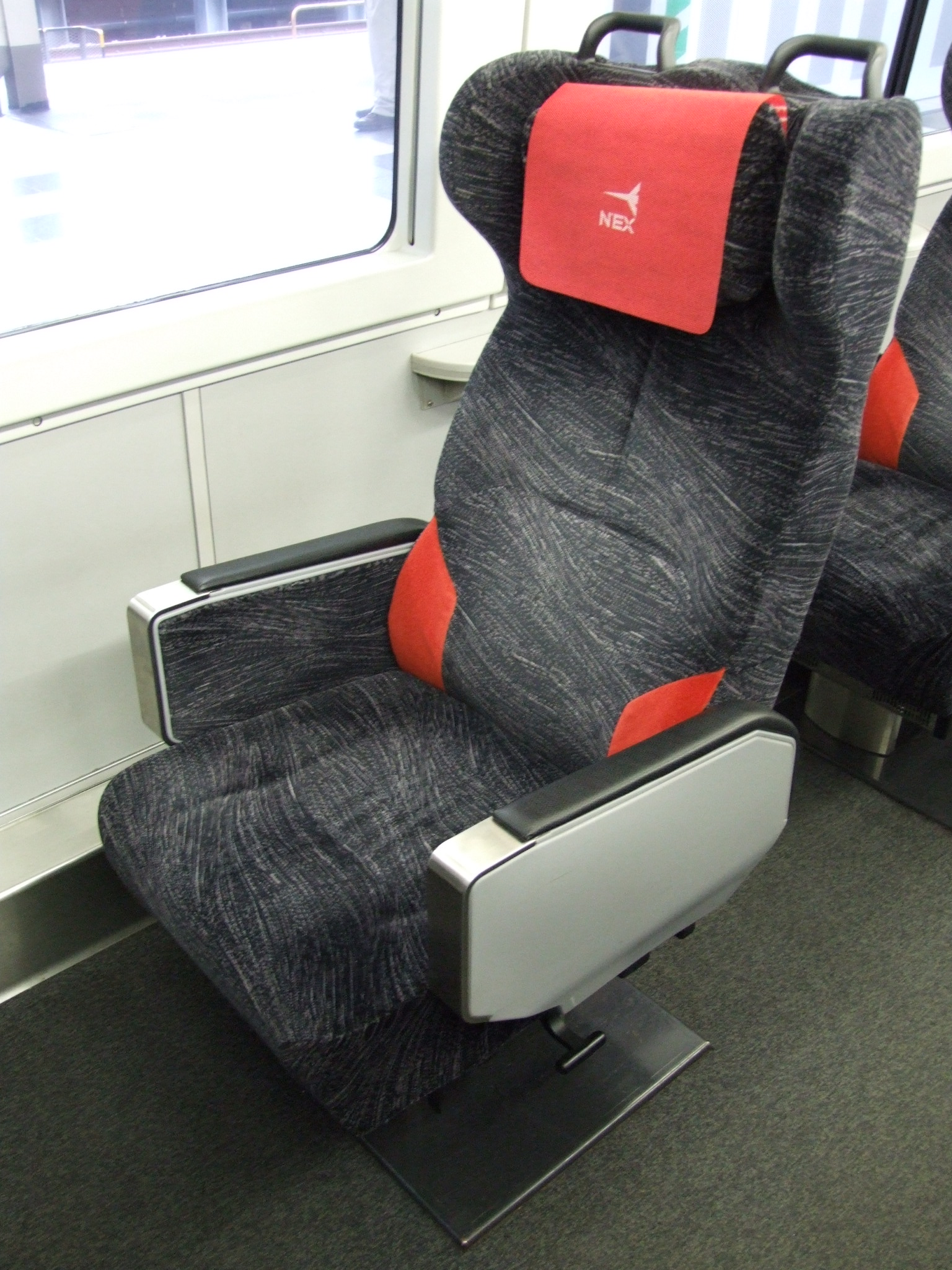
グリーン席1人掛け（改造後）
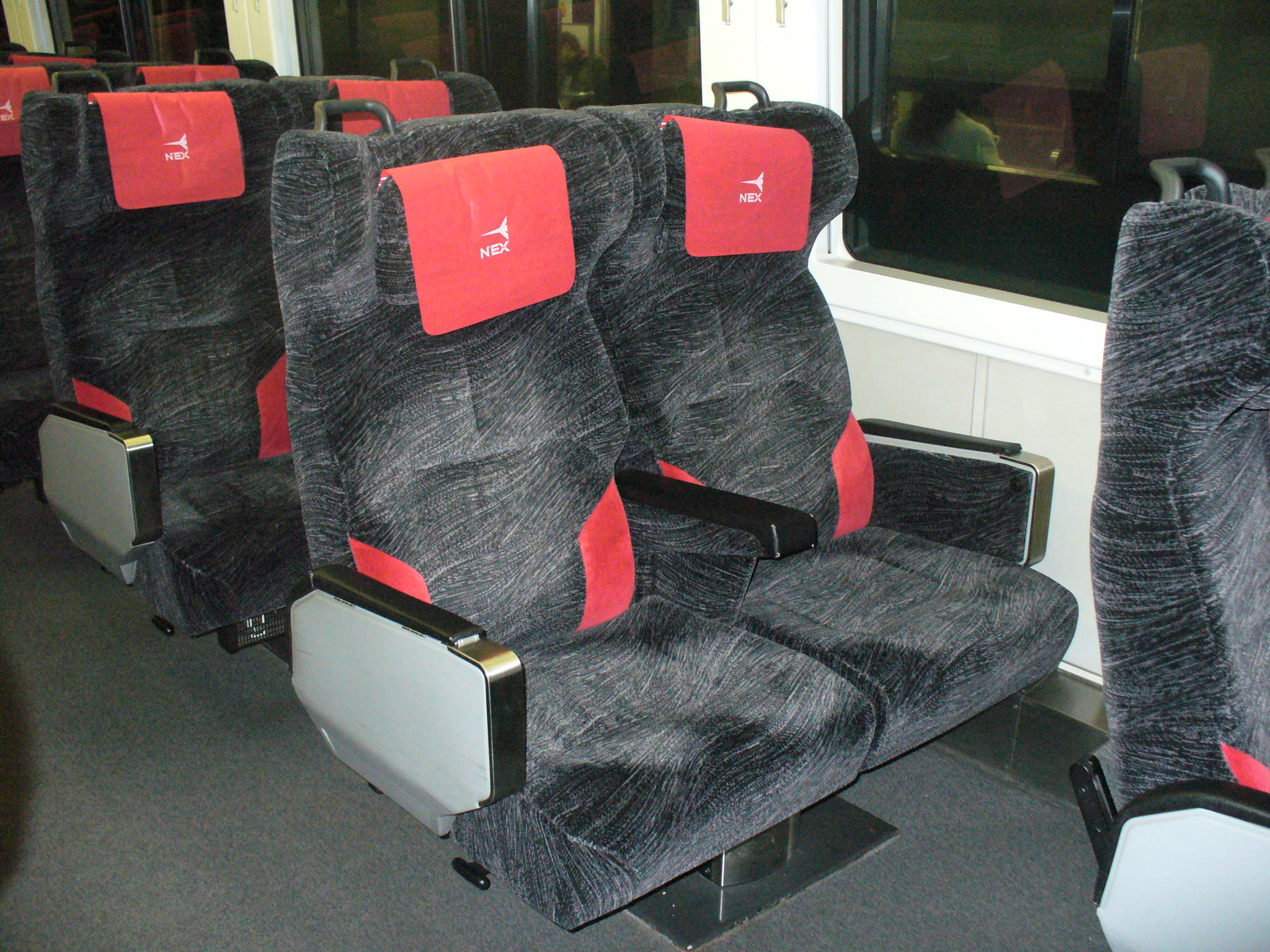
グリーン席2人掛け（改造後）
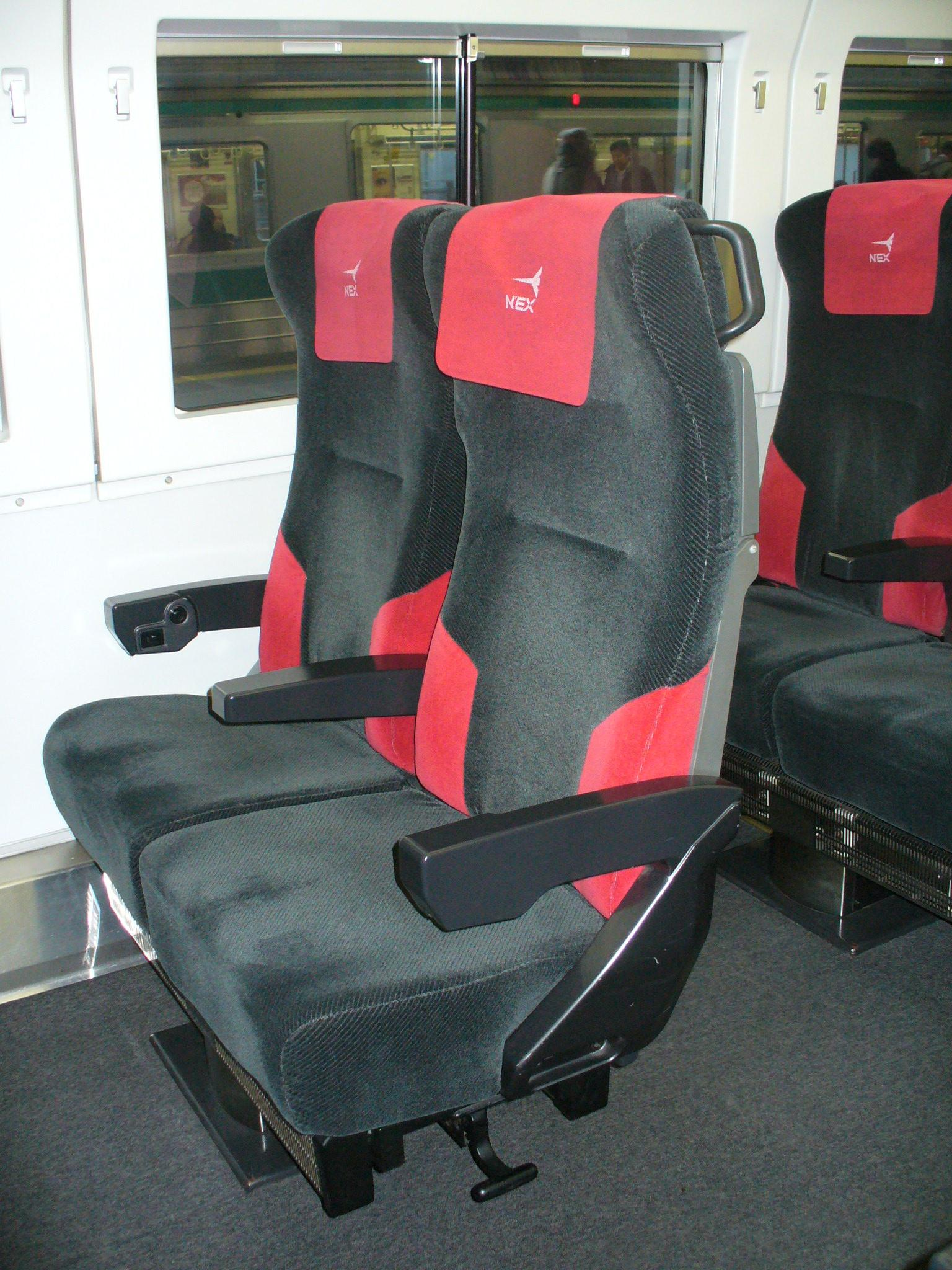
普通席（5次車） （回転式リクライニングシート）
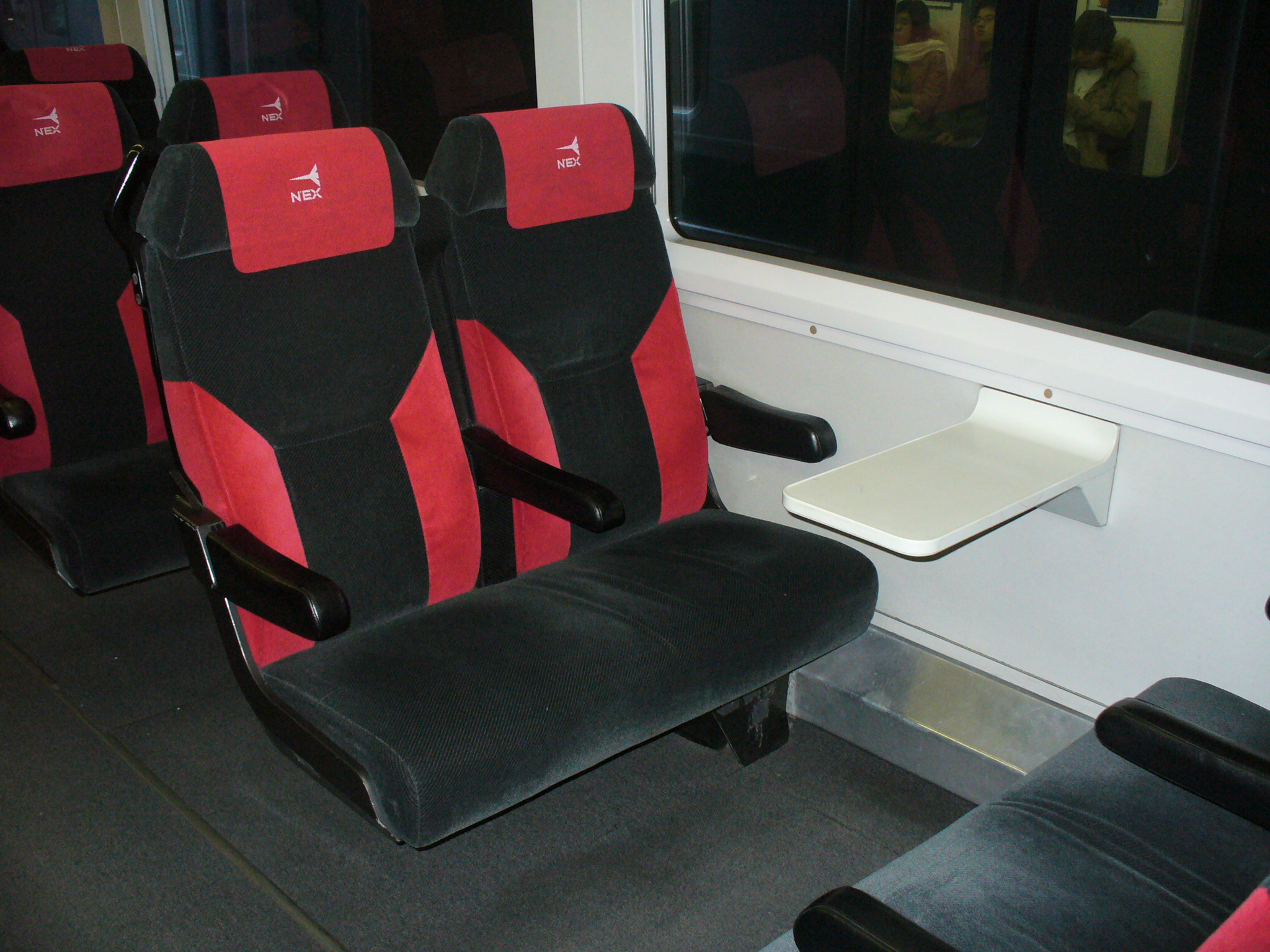
普通席（4次車以前） （集団見合いシート）
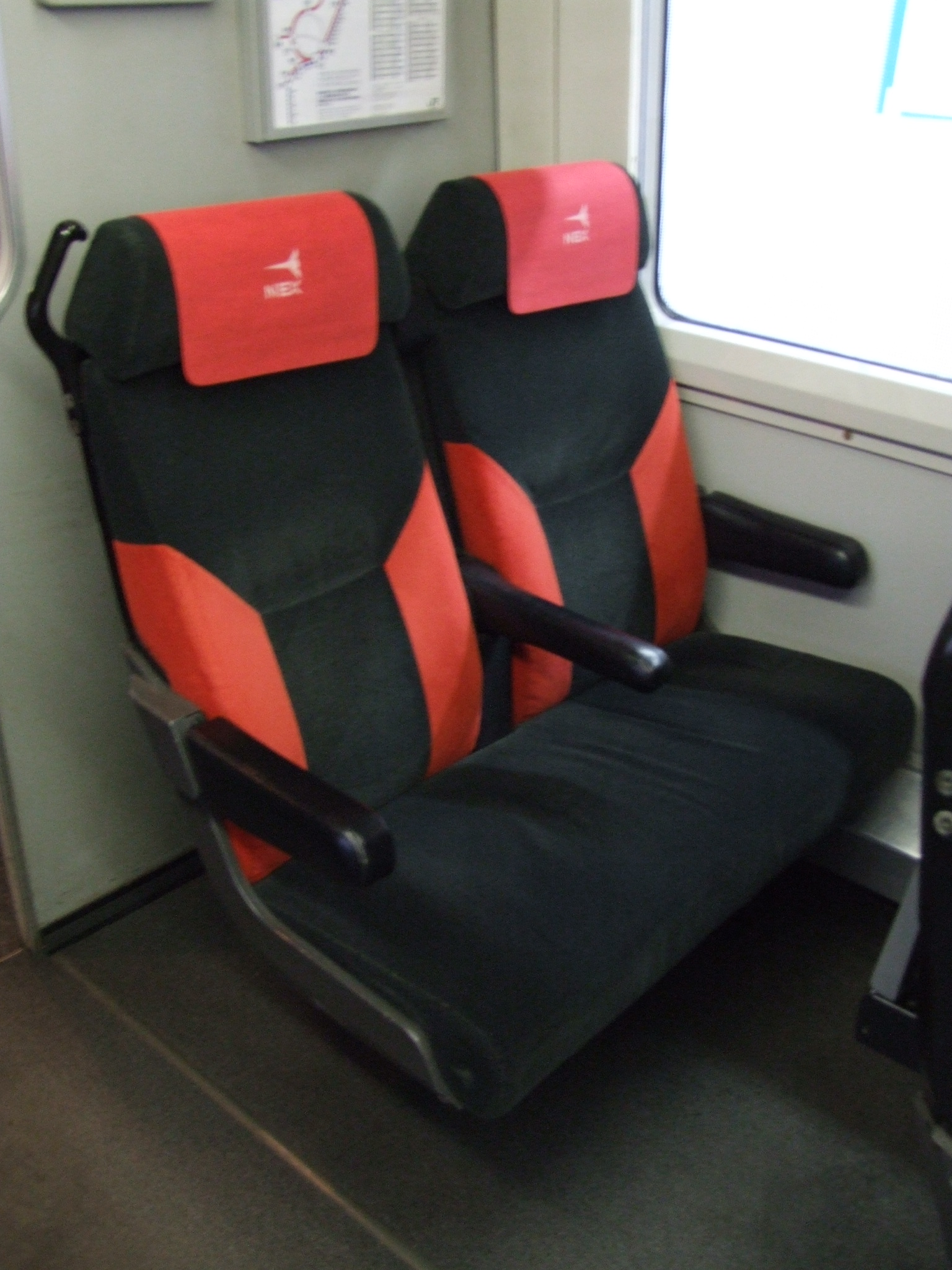
普通席（4次車以前） （固定式非リクライニングシート）
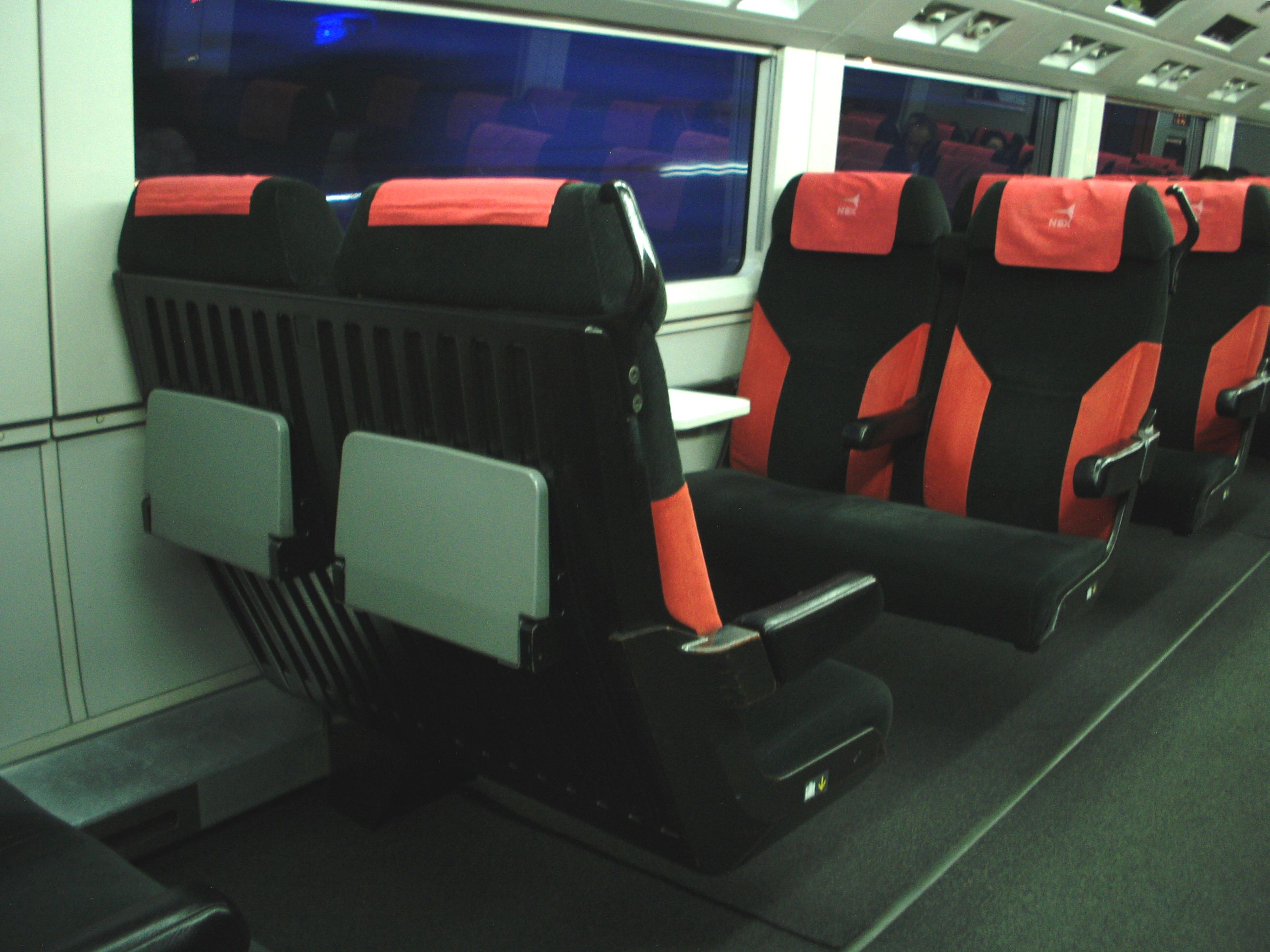
普通席（4次車以前） （座席背面全景）

## 運用
基本的には特急「成田エクスプレス」（2010年まで）及び特急「日光」「きぬがわ」（2011年から）専用であるが、2003年（平成15年）1月1日には成田山新勝寺への初詣特急列車として池袋駅 - 成田駅間で運行実績がある。その後も何度か1月1日には成田山新勝寺への初詣特急列車に充当されている。
また、1998年11月3日には「大船駅開業110周年記念号」として東海道本線大船駅 - 根府川駅間を団体列車として走行した。また、2007年（平成19年）7月には東海道本線横浜駅 - 国府津駅間開業120周年の記念列車として横須賀線大船駅 - 横須賀駅間を団体列車として走行した。また2013年3月16日には「湘南新宿ライン浦和駅停車記念号」として1000番台による団体臨時列車が浦和駅 - 熱海駅間で運転された。2014年9月27日より1000番台による臨時特急「むさしのかいじ」が大宮駅 - 甲府駅間（東北貨物線・武蔵野線・中央本線経由）で運転されている。2017年からの毎年11月14日には1000番台による臨時快速「GOGO舞浜」が栗橋 - 舞浜間（武蔵野線経由）で運転されている。
なお、営業運転開始前には埼京線の池袋駅 - 大宮駅間で、最高運転速度160km/hでの試験走行を行ったことがある。

### 成田エクスプレスからの撤退と廃車
JR東日本では2009年10月1日以降「成田エクスプレス」用の新型車両であるE259系を順次投入し、同日時点で3両編成は運用を離脱、全列車が6両または12両編成での運行となった。その後「成田エクスプレス」は2010年6月30日をもって253系での運行を終了しており、翌7月1日から全列車がE259系での運行となっている。
2009年9月30日限りで運用を離脱した3両編成のうち6本は長野総合車両センターに配給輸送され、うち3本9両は廃車とされた。この時点では183系・189系の波動用車両やその他の特急形車両の置き換え計画もないことから、5次車の200番台を除き廃車の可能性を示唆しており、その後2010年9月までに0番台編成は全車除籍された。
2010年7月11日には大船駅と武蔵小杉駅の専用会場にて「253系N'EXありがとうイベント」と題した各種記念グッズ等の販売会などが開催され、続いて7月17日には「ありがとう253系記念旅行商品」と題したラストランイベントが大船駅 - 成田空港駅間で実施された。
また、5次車の200番台についてはNe-201編成が大宮総合車両センターへ、Ne-202編成は東急車輛製造横浜製作所へそれぞれ入場している。そして2010年9月末までに、後述する長野電鉄譲渡車両を除いた0番台全編成の長野総合車両センターへの配給輸送および自走回送が完了し廃車となった。なお自力回送は6両編成のみ実施されている。

### 東武線直通特急への転用
東武線直通特急用として1000番台に改造された車両は2011年1月以降、試運転を継続しており、JR東日本では同年2月12日に品川駅で、東武鉄道では同年2月20日に東武日光駅で、それぞれ車両展示会が開催された。同年4月16日から新宿駅 - 東武日光駅・鬼怒川温泉駅間の定期列車に投入されるほか、2011年春季の臨時列車として品川駅・大船駅・千葉駅始発・終着の「日光」が運転されることも決定していた。
しかし、2011年3月11日に発生した東北地方太平洋沖地震（東日本大震災）の影響による電力事情悪化のため東武線直通特急は運休となり、春期の臨時列車への使用や、定期列車置き換えは延期となった。4月29日に「日光」「きぬがわ」が運転再開となるが、従来どおり485系での運転が継続された。
5月9日、JR東日本大宮支社は253系による運転を6月4日から開始すると発表。6月4日、前日まで運転されていた485系に代わり、253系による「日光」「きぬがわ」の運転が開始された。8月24日、2011年秋季の臨時列車として品川駅・大船駅・千葉駅始発・終着の「日光」が運転されることが発表された。

## 編成表

### 0番台・200番台（1次車 - 5次車）

#### 初期
|       |          | ← 成田空港東京 →    |               |                   |          |                |                                         |
| 号車  | 号車     | 3 (6 / 9)           | 2 (5 / 8)     | 1 (4 / 7)         | 製造     | 落成日         | 備考                                    |
| 次車  | 編成番号 | クロ253-0/100 (Tsc) | モハ253-0 (M) | クモハ252-0 (M'c) | 製造     | 落成日         | 備考                                    |
| 1次車 | Ne-01    | 1                   | 1             | 1                 | 近畿車輛 | 1990年12月19日 | 1993年から1997年にかけて6両編成化を実施 |
| 1次車 | Ne-02    | 2                   | 2             | 2                 | 近畿車輛 | 1990年12月19日 | 1993年から1997年にかけて6両編成化を実施 |
| 1次車 | Ne-03    | 3                   | 3             | 3                 | 近畿車輛 | 1991年1月14日  | 1993年から1997年にかけて6両編成化を実施 |
| 1次車 | Ne-04    | 4                   | 4             | 4                 | 近畿車輛 | 1991年1月14日  | 1993年から1997年にかけて6両編成化を実施 |
| 1次車 | Ne-05    | 5                   | 5             | 5                 | 近畿車輛 | 1991年1月30日  | 1993年から1997年にかけて6両編成化を実施 |
| 1次車 | Ne-06    | 6                   | 6             | 6                 | 近畿車輛 | 1991年1月30日  | 1993年から1997年にかけて6両編成化を実施 |
| 1次車 | Ne-07    | 7                   | 7             | 7                 | 近畿車輛 | 1991年1月30日  | 1993年から1997年にかけて6両編成化を実施 |
| 1次車 | Ne-08    | 8                   | 8             | 8                 | 東急車輛 | 1991年3月9日   | 1993年から1997年にかけて6両編成化を実施 |
| 1次車 | Ne-09    | 9                   | 9             | 9                 | 東急車輛 | 1991年3月14日  | 1993年から1997年にかけて6両編成化を実施 |
| 1次車 | Ne-10    | 10                  | 10            | 10                | 東急車輛 | 1991年3月14日  | 1993年から1997年にかけて6両編成化を実施 |
| 1次車 | Ne-11    | 11                  | 11            | 11                | 東急車輛 | 1991年3月18日  | 1993年から1997年にかけて6両編成化を実施 |
| 1次車 | Ne-101   | 101                 | 12            | 12                | 東急車輛 | 1991年1月9日   | 1993年から1997年にかけて6両編成化を実施 |
| 1次車 | Ne-102   | 102                 | 13            | 13                | 東急車輛 | 1991年1月9日   | 2003年にクロ253形はクロハ253形へ改造    |
| 1次車 | Ne-103   | 103                 | 14            | 14                | 東急車輛 | 1991年2月7日   | 2003年にクロ253形はクロハ253形へ改造    |
| 1次車 | Ne-104   | 104                 | 15            | 15                | 東急車輛 | 1991年2月7日   | 2003年にクロ253形はクロハ253形へ改造    |
| 1次車 | Ne-105   | 105                 | 16            | 16                | 東急車輛 | 1991年2月26日  | 2003年にクロ253形はクロハ253形へ改造    |
| 1次車 | Ne-106   | 106                 | 17            | 17                | 東急車輛 | 1991年2月26日  | 2003年にクロ253形はクロハ253形へ改造    |
| 1次車 | Ne-107   | 107                 | 18            | 18                | 東急車輛 | 1991年3月5日   | 2003年にクロ253形はクロハ253形へ改造    |
| 1次車 | Ne-108   | 108                 | 19            | 19                | 東急車輛 | 1991年3月5日   | 2003年にクロ253形はクロハ253形へ改造    |
| 1次車 | Ne-109   | 109                 | 20            | 20                | 東急車輛 | 1991年3月5日   | 2003年にクロ253形はクロハ253形へ改造    |
| 1次車 | Ne-110   | 110                 | 21            | 21                | 東急車輛 | 1991年3月9日   | 2003年にクロ253形はクロハ253形へ改造    |

#### 2009年4月時点
2009年4月時点で6両編成と3両編成が存在し、編成は下表のとおり。E259系の投入前は3連+3連、3連+3連+3連、3連+3連+6連という編成で運行されていたが、E259系の投入後は6両編成のみの運用となり、6連単独または6連+6連の形で運行された。
|            |        |          | ← 成田空港東京 →    |                  |                |               |               |                   |               |                |               |
| 号車       | 号車   | 号車     | 6 (12)              | 5 (11)           | 4 (10)         | 3 (9)         | 2 (8)         | 1 (7)             | 増結車 製造所 | 増結車 落成日  | 廃車日        |
| 次車       | 次車   | 編成番号 | クロ253-0/100 (Tsc) | モハ253-100 (M1) | モハ252-0 (M') | サハ253-0 (T) | モハ253-0 (M) | クモハ252-0 (M'c) | 増結車 製造所 | 増結車 落成日  | 廃車日        |
| 増結車以外 | 増結車 | 編成番号 | クロ253-0/100 (Tsc) | モハ253-100 (M1) | モハ252-0 (M') | サハ253-0 (T) | モハ253-0 (M) | クモハ252-0 (M'c) | 増結車 製造所 | 増結車 落成日  | 廃車日        |
| 1次車      | 2次車  | Ne-01    | 1                   | 101              | 1              | 1             | 1             | 1                 | 東急車輛      | 1993年2月18日  | 2010年7月8日  |
| 1次車      | 2次車  | Ne-02    | 2                   | 102              | 2              | 2             | 2             | 2                 | 東急車輛      | 1993年3月2日   | 2010年9月2日  |
| 1次車      | 2次車  | Ne-03    | 3                   | 103              | 3              | 3             | 3             | 3                 | 東急車輛      | 1993年3月3日   | 2010年8月5日  |
| 1次車      | 2次車  | Ne-04    | 4                   | 104              | 4              | 4             | 4             | 4                 | 東急車輛      | 1993年3月16日  | 2010年7月23日 |
| 1次車      | 2次車  | Ne-05    | 5                   | 105              | 5              | 5             | 5             | 5                 | 東急車輛      | 1993年3月22日  | 2010年8月19日 |
| 1次車      | 2次車  | Ne-06    | 6                   | 106              | 6              | 6             | 6             | 6                 | 東急車輛      | 1993年3月26日  | 2010年8月19日 |
| 1次車      | 3次車  | Ne-07    | 7                   | 107              | 7              | 7             | 7             | 7                 | 東急車輛      | 1994年11月4日  | 2010年7月23日 |
| 1次車      | 3次車  | Ne-08    | 8                   | 108              | 8              | 8             | 8             | 8                 | 東急車輛      | 1994年11月7日  | 2010年8月5日  |
| 1次車      | 3次車  | Ne-09    | 9                   | 109              | 9              | 9             | 9             | 9                 | 東急車輛      | 1994年11月21日 | 2010年7月8日  |
| 1次車      | 3次車  | Ne-10    | 10                  | 110              | 10             | 10            | 10            | 10                | 東急車輛      | 1994年11月22日 | 2010年7月1日  |
| 1次車      | 4次車  | Ne-11    | 11                  | 111              | 11             | 11            | 11            | 11                | 東急車輛      | 1997年2月25日  | 2010年5月19日 |
| 1次車      | 4次車  | Ne-101   | 101                 | 112              | 12             | 12            | 12            | 12                | 東急車輛      | 1997年2月26日  | 2010年5月19日 |

|       |          | ← 成田空港東京 →   |               |                   |                      |                      |                |                |
| 号車  | 号車     | 6 (9)              | 5 (8)         | 4 (7)             | クロハ253形化 改造所 | クロハ253形化 改造日 | 廃車日         | 備考           |
| 次車  | 編成番号 | クロハ253-0 (Thsc) | モハ253-0 (M) | クモハ252-0 (M'c) | クロハ253形化 改造所 | クロハ253形化 改造日 | 廃車日         | 備考           |
| 1次車 | Ne-102   | 1                  | 13            | 13                | 鎌倉総合車両所       | 2003年7月31日        | 2010年1月22日  |                |
| 1次車 | Ne-103   | 2                  | 14            | 14                | 鎌倉総合車両所       | 2003年9月30日        | 2009年12月25日 |                |
| 1次車 | Ne-104   | 3                  | 15            | 15                | 鎌倉総合車両所       | 2003年2月15日        | 2010年1月22日  |                |
| 1次車 | Ne-105   | 4                  | 16            | 16                | 鎌倉総合車両所       | 2003年3月29日        | 2009年12月25日 |                |
| 1次車 | Ne-106   | 5                  | 17            | 17                | 鎌倉総合車両所       | 2003年6月12日        | 2010年4月29日  |                |
| 1次車 | Ne-107   | 6                  | 18            | 18                | 鎌倉総合車両所       | 2003年8月9日         | 2010年4月29日  | 長野電鉄へ譲渡 |
| 1次車 | Ne-108   | 7                  | 19            | 19                | 鎌倉総合車両所       | 2003年10月11日       | 2010年4月29日  | 長野電鉄へ譲渡 |
| 1次車 | Ne-109   | 8                  | 20            | 20                | 鎌倉総合車両所       | 2003年5月31日        | 2010年1月22日  |                |
| 1次車 | Ne-110   | 9                  | 21            | 21                | 鎌倉総合車両所       | 2003年11月27日       | 2009年12月25日 |                |

|            |                      | ← 成田空港東京 → |                  |                 |                       |                     |              |               |                |      |
| 号車       | 号車                 | 6 (12)           | 5 (11)           | 4 (10)          | 3 (9)                 | 2 (8)               | 1 (7)        | 製造所        | 落成日         | 備考 |
| 5次車      |                      |                  |                  |                 |                       |                     |              | 製造所        | 落成日         | 備考 |
| 形式       | クロ253-200 (Tsc)    | モハ253-300 (M1) | モハ252-200 (M') | サハ253-200 (T) | モハ253-200 (M)       | クモハ252-200 (M'c) |              | 製造所        | 落成日         | 備考 |
| 搭載機器   |                      | Cont             | SIV,CP,BT        |                 | Cont                  | SIV,CP,BT           |              | 製造所        | 落成日         | 備考 |
| 車両定員   | 32名 （個室4名含む） | 48名             | 56名             | 56名            | 42名                  | 48名                |              | 製造所        | 落成日         | 備考 |
| 車内設備   | 個室 WC,TEL          | WC,TEL           |                  |                 | 車椅子席 車椅子WC TEL | TEL                 |              | 製造所        | 落成日         | 備考 |
| Ne-201編成 | 201                  | 301              | 201              | 201             | 201                   | 201                 | 東急車輛製造 | 2002年4月16日 | 1000番台へ改造 |      |
| Ne-202編成 | 202                  | 302              | 202              | 202             | 202                   | 202                 | 東急車輛製造 | 2002年4月25日 | 1000番台へ改造 |      |

凡例
- Cont：主制御器、SIV：補助電源装置、CP：空気圧縮機、BT：蓄電池
- WC：トイレ、TEL：電話室（ただし、2号車はJRインフォライン専用）

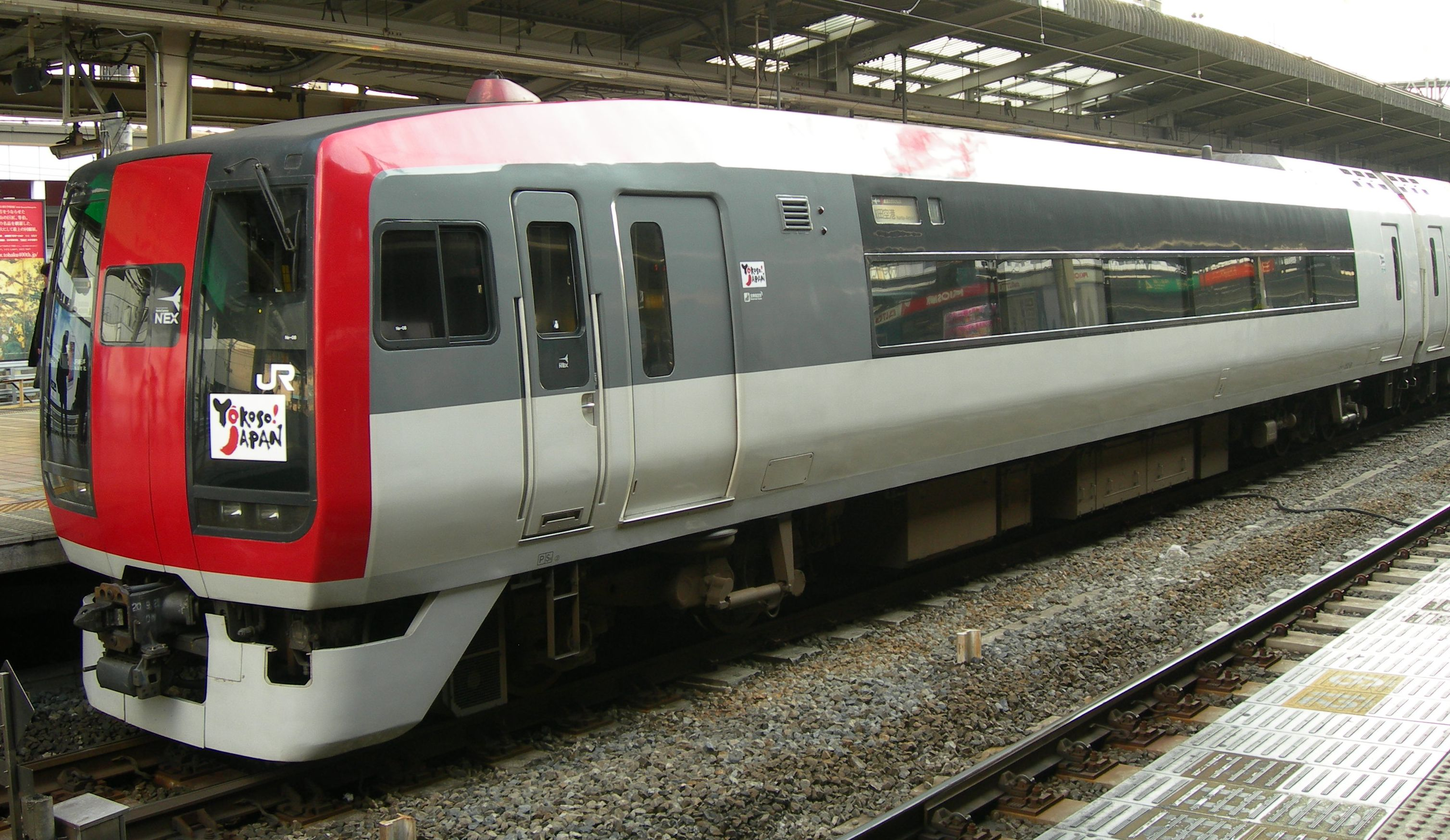
クモハ252形
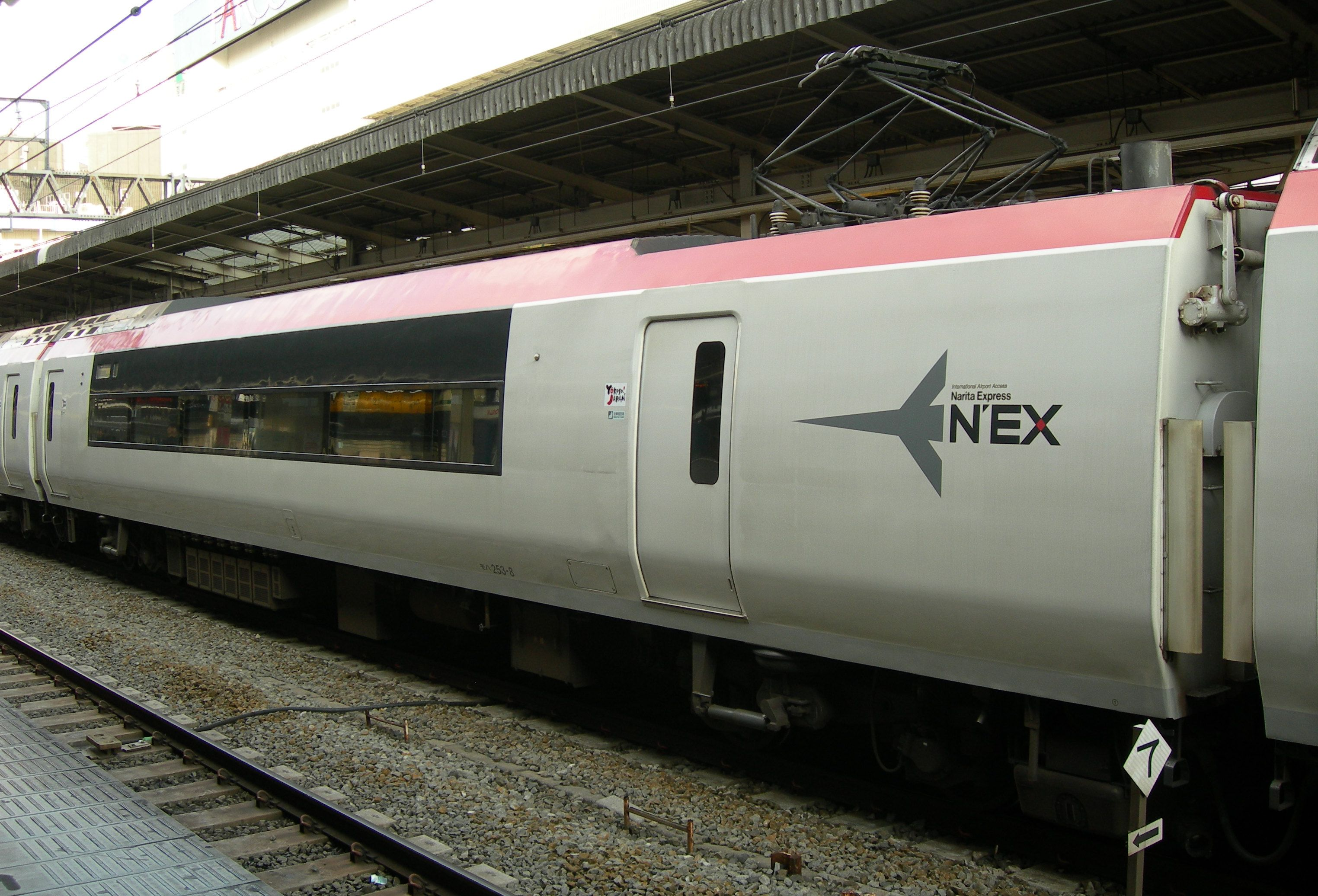
モハ253形
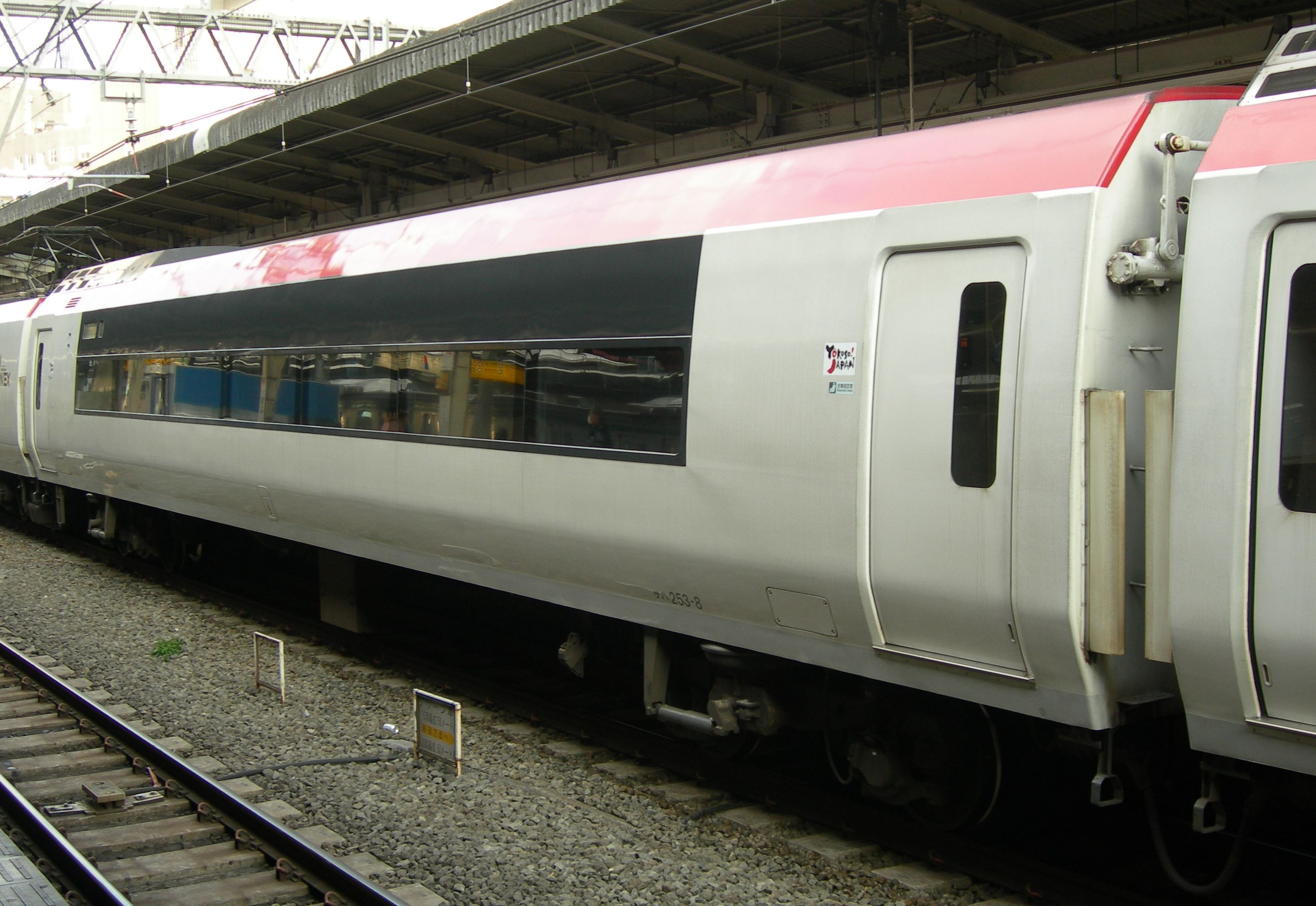
サハ253形
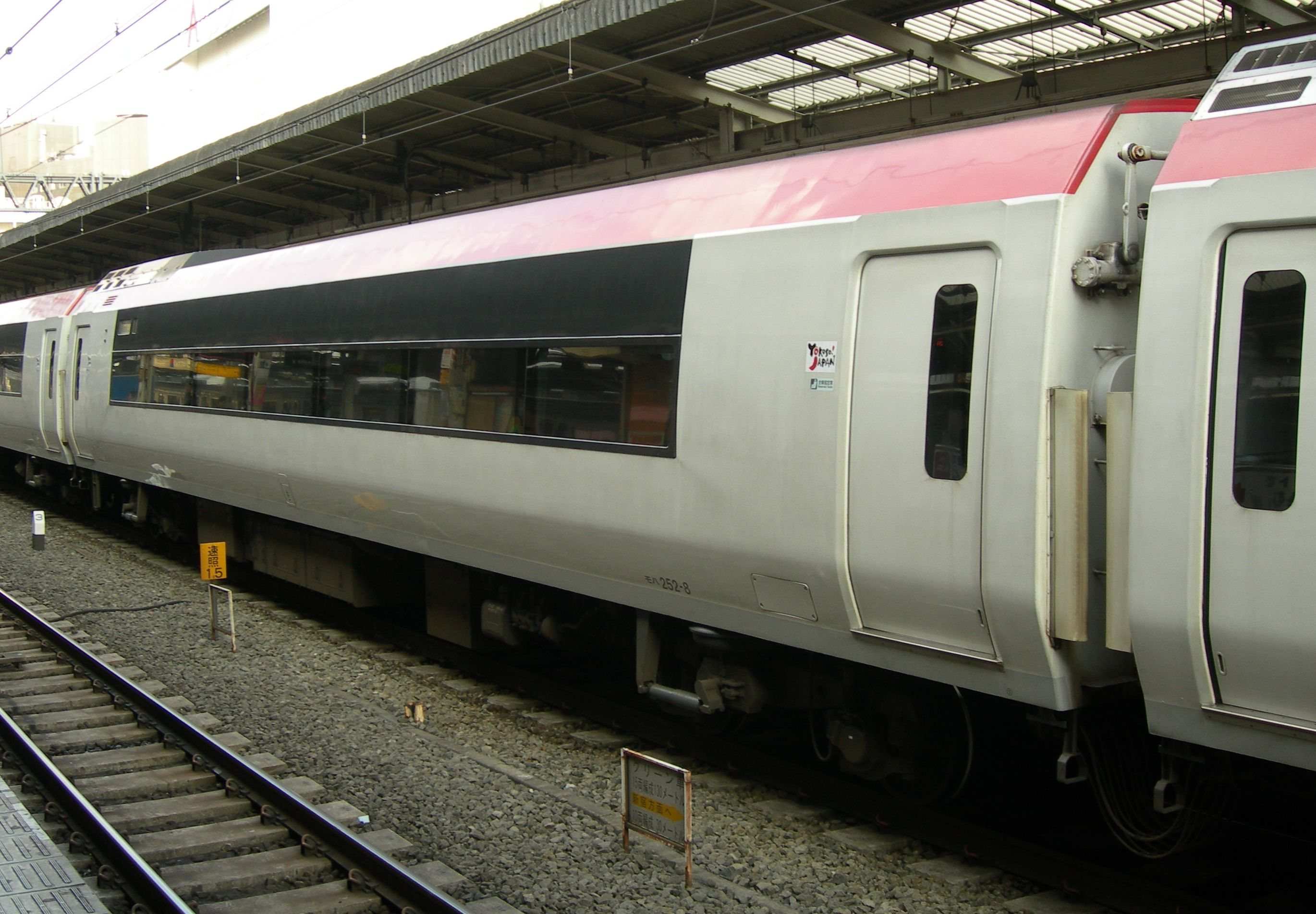
モハ252形
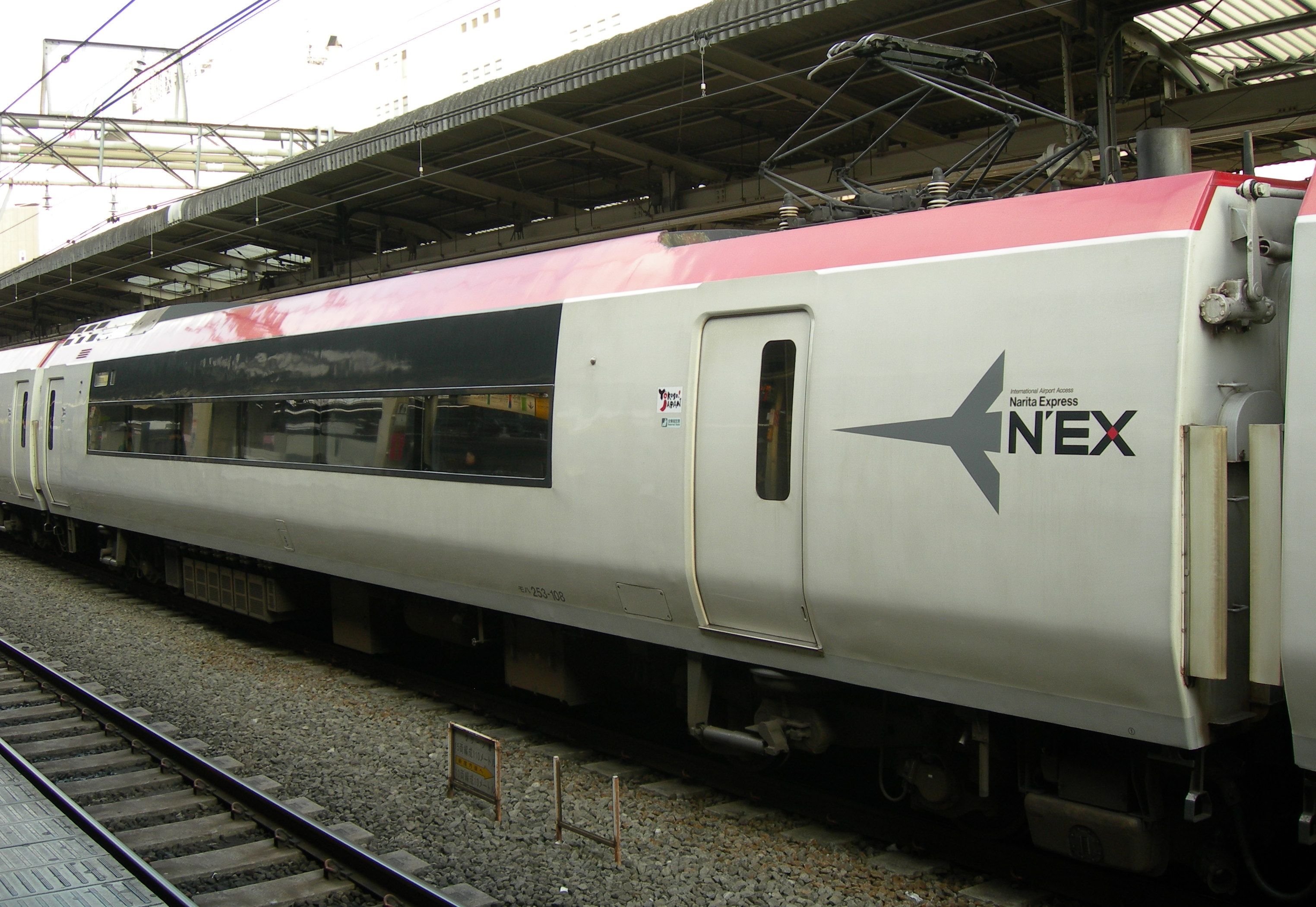
モハ253形100番台
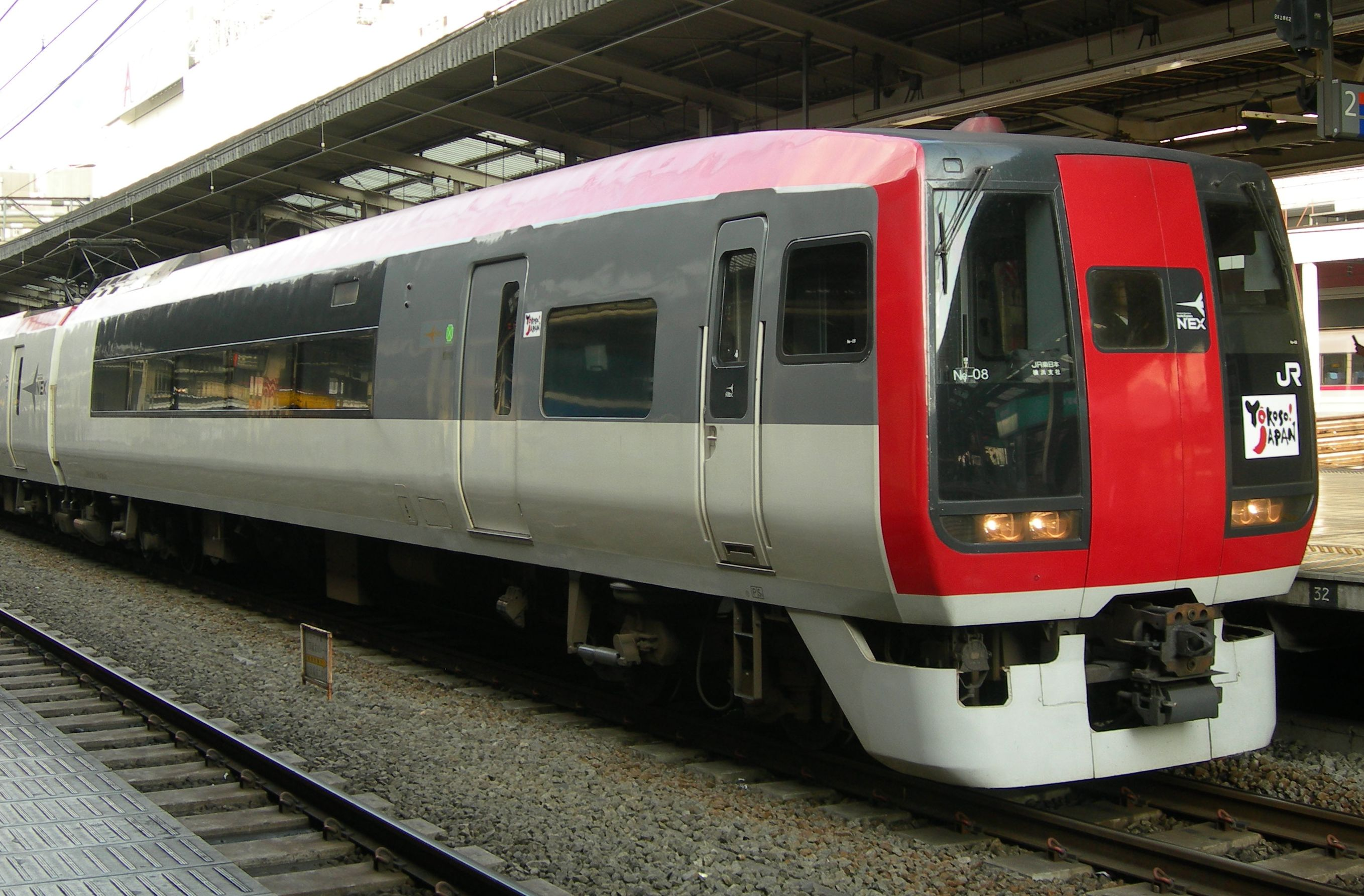
クロ253形

### 1000番台
|          |            | ← 新宿八王子・東武日光・鬼怒川温泉 → |                  |                   |                   |                            |                      |                      |                |
| 号車     | 号車       | 6                                    | 5                | 4                 | 3                 | 2                          | 1                    | 改造所               | 改造日         |
| 1000番台 | 形式       | クハ253-1000 (Tc)                    | サハ253-1000 (T) | モハ253-1100 (M3) | モハ252-1000 (M') | モハ253-1000 (M2)          | クモハ252-1000 (M'c) | 改造所               | 改造日         |
| 1000番台 | 搭載機器   |                                      |                  | VVVF              | SIV,CP,BT         | VVVF                       | SIV,CP,BT            | 改造所               | 改造日         |
| 1000番台 | 車両定員   | 40名                                 | 56名             | 48名              | 56名              | 42名                       | 48名                 | 改造所               | 改造日         |
| 1000番台 | 車内設備   | 車販準備室 WC                        |                  | WC                |                   | 車椅子席 車椅子WC 多目的室 |                      | 改造所               | 改造日         |
| 1000番台 | OM-N01編成 | 1001                                 | 1001             | 1101              | 1001              | 1001                       | 1001                 | 大宮総合車両センター | 2011年3月31日  |
| 1000番台 | OM-N02編成 | 1002                                 | 1002             | 1102              | 1002              | 1002                       | 1002                 | 東急車輛             | 2010年12月23日 |

凡例
- VVVF：VVVFインバータ装置、SIV：補助電源装置、CP：空気圧縮機、BT：蓄電池
- WC：トイレ

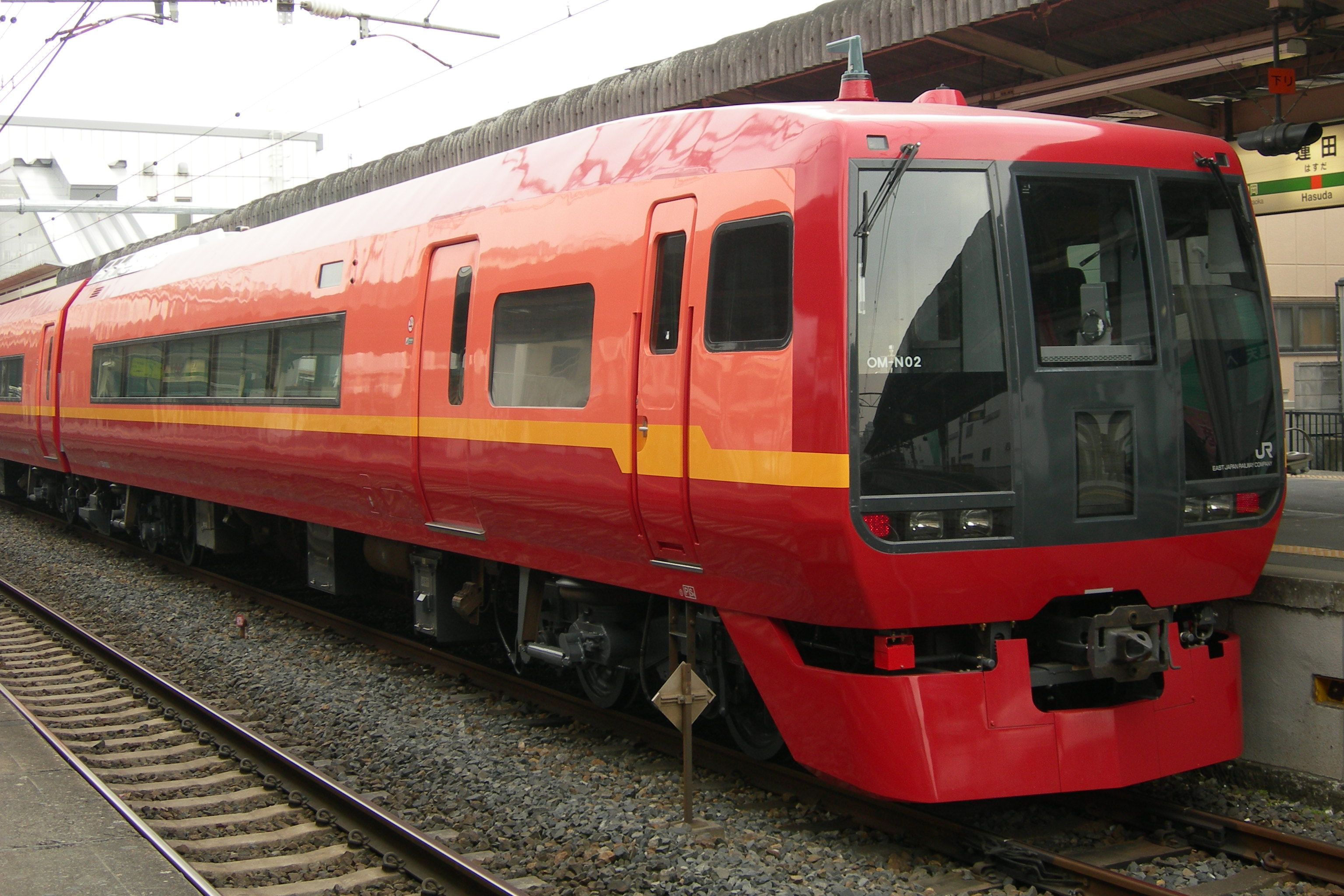
クハ253形1000番台
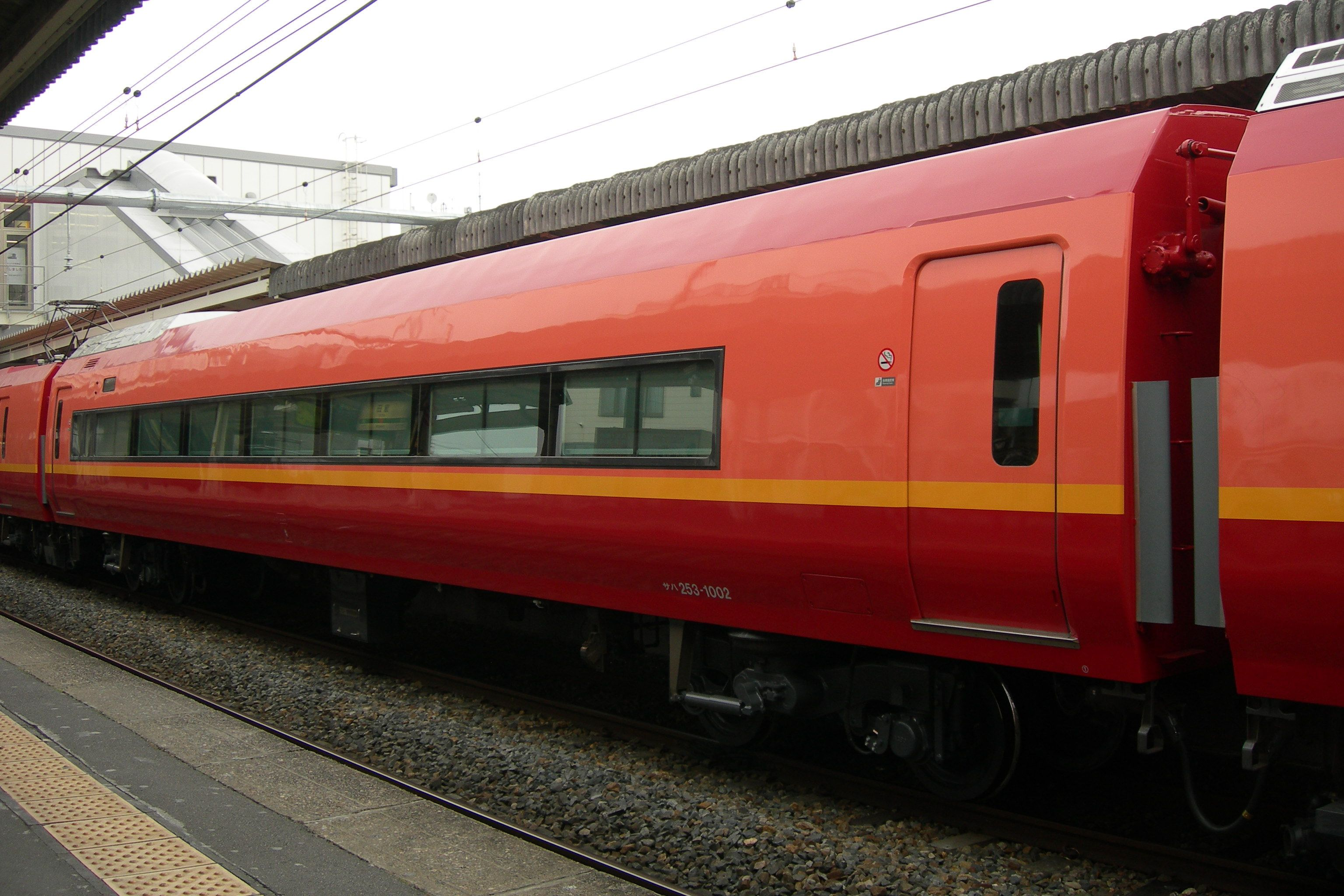
サハ253形1000番台
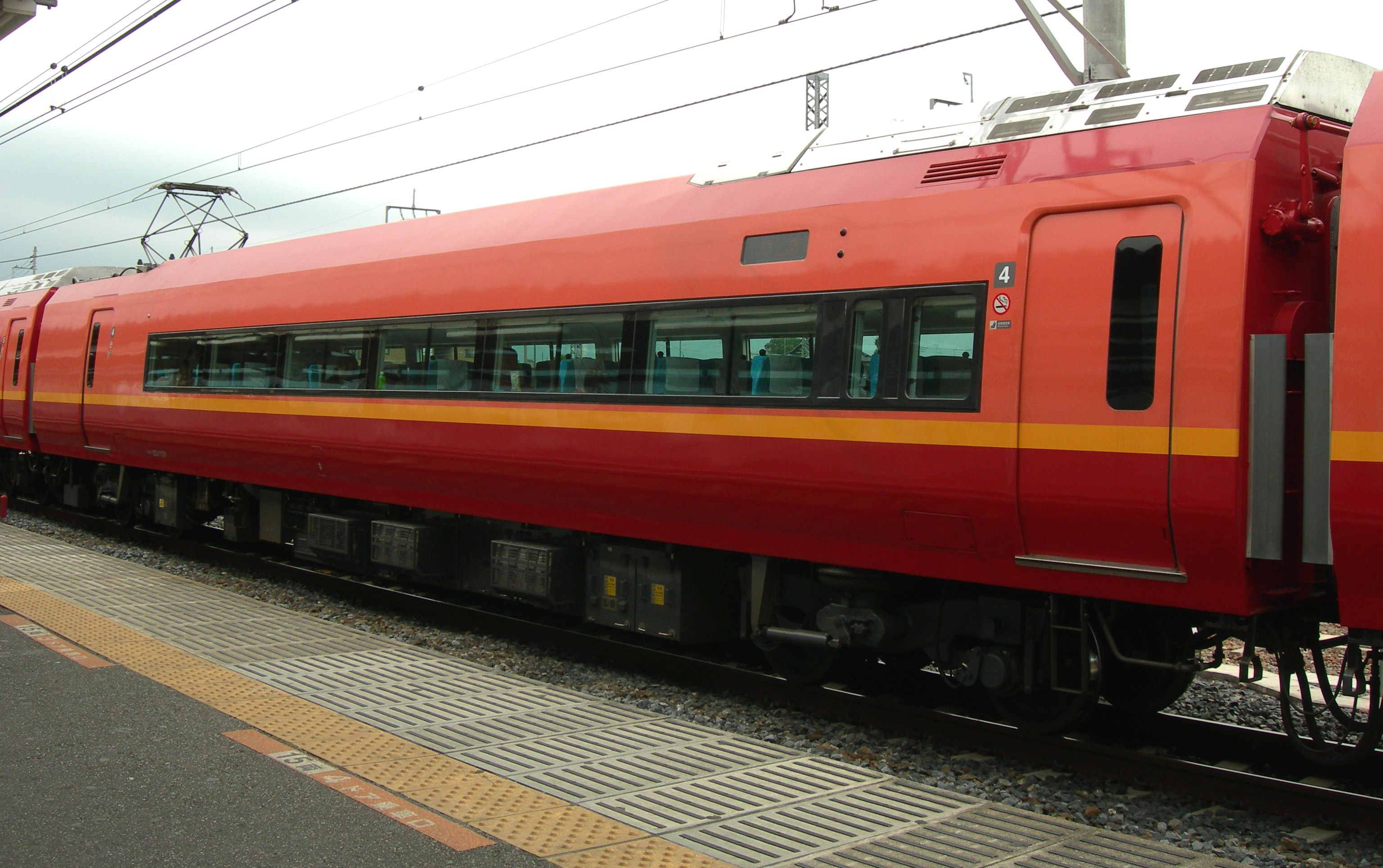
モハ253形1100番台
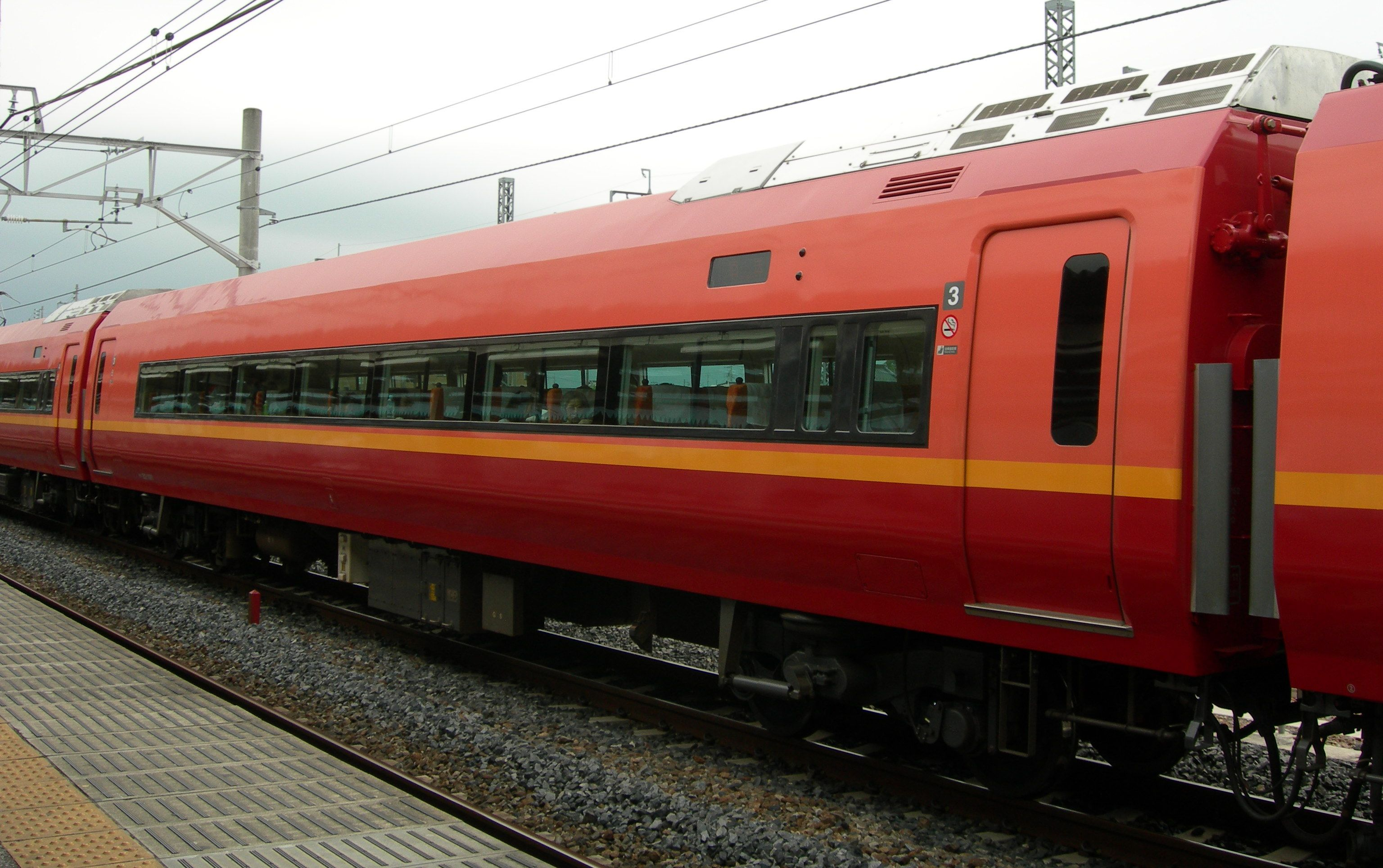
モハ252形1000番台
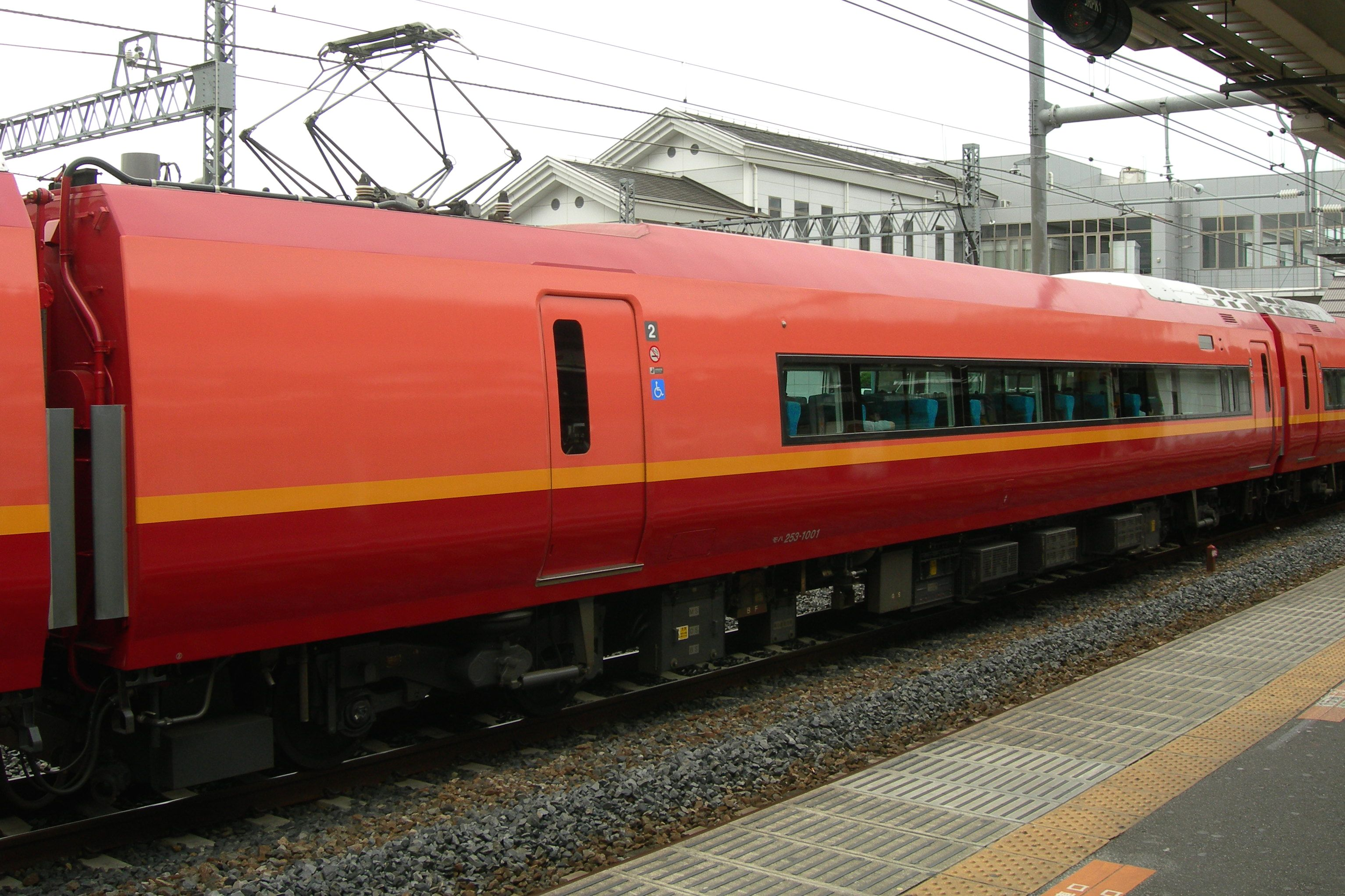
モハ253形1000番台
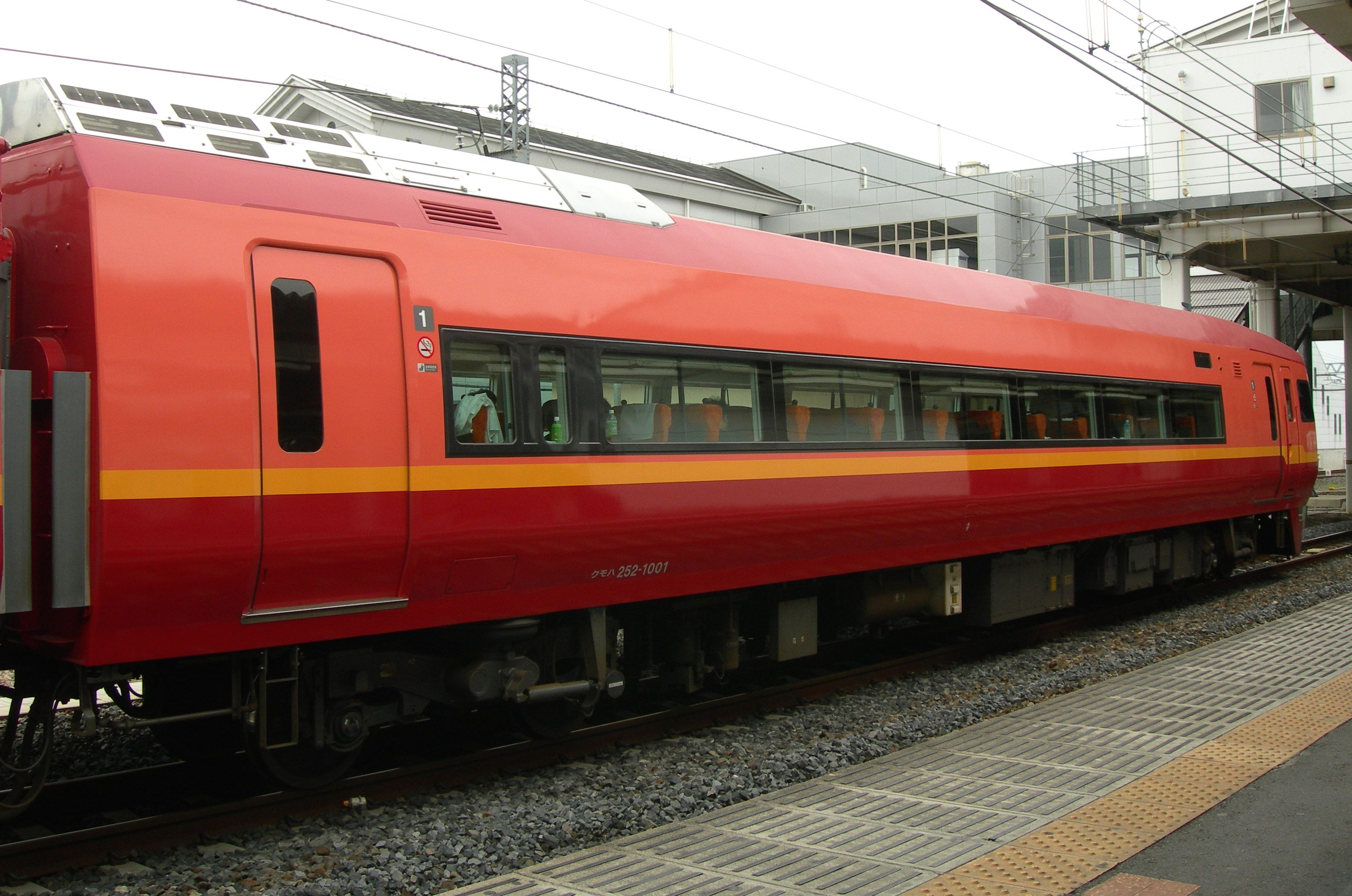
クモハ252形1000番台

## 長野電鉄2100系

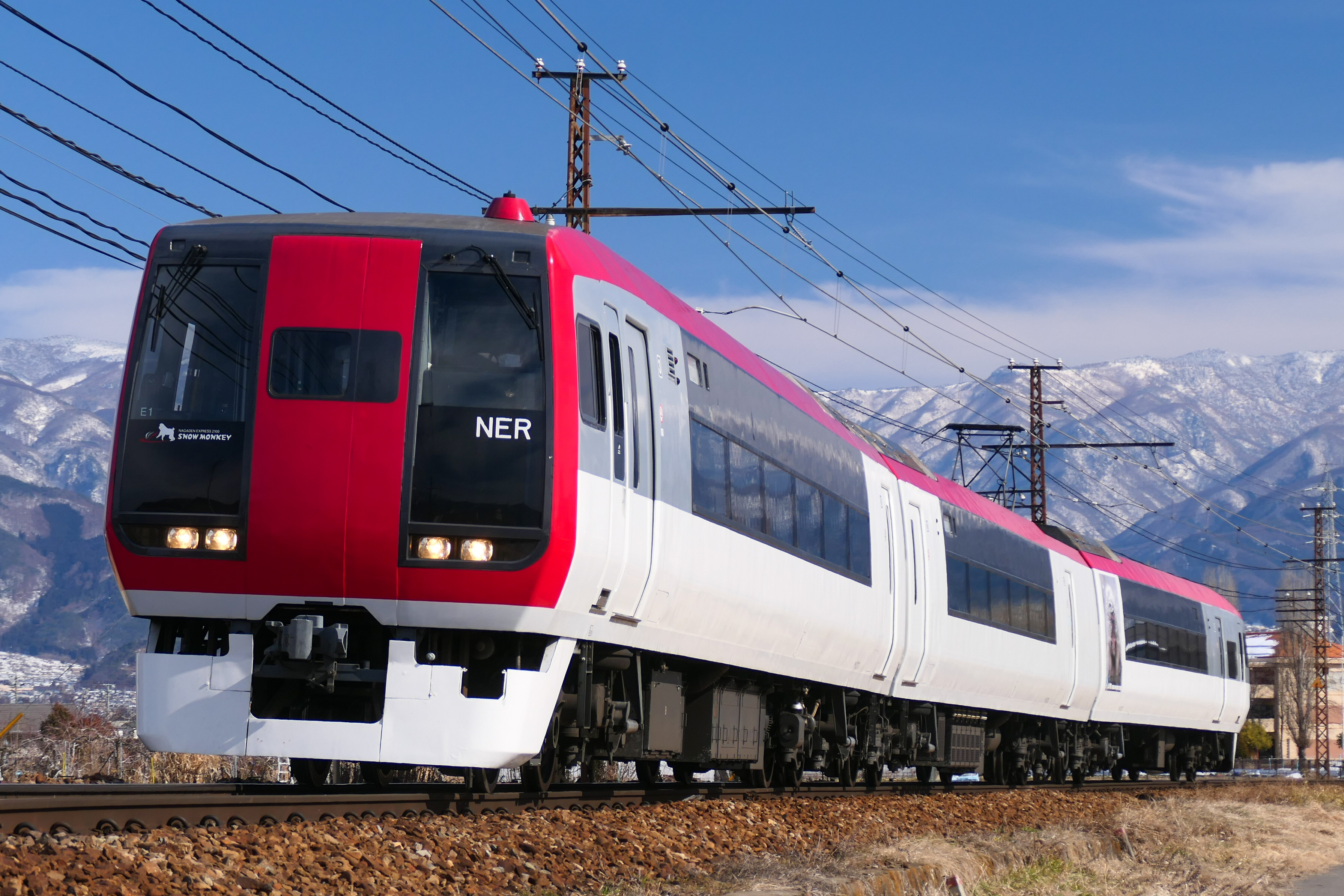
長野電鉄2100系

2010年6月、長野電鉄は253系3両編成2本（6両）を譲り受けたことを公表した。同社ではワンマン運転対応等の各種改造・整備を行った上、長野線の特急車両として2011年より使用している。同社と山ノ内町は新型特急車両（253系）の愛称を2010年10月1日から1か月間公募し、同年11月19日その愛称が「スノーモンキー」に決まったと発表した。
長野電鉄に譲渡されたのはNe-107、Ne-108編成であり、2010年7月に東急車輛製造横浜製作所にて改造され、同年12月23日に東武線直通特急用の1000番台6両とともに東急車輛を出場し、屋代線屋代駅まで甲種輸送された。
長野電鉄における車両の形式称号は2100系に決定し、2011年2月26日より運行を開始した。現在2100系は1000系「ゆけむり」とともにA・B両特急に充当されている。

## 保存車
長野総合車両センターにクロ253-1が保存されている。廃車後の2010年頃から長年留置されており、塗装の傷みが非常に深刻である。
その他、長野市にある直富商事にクモハ252-1の前面カットボディが保存されている。